# Estrecho de Magallanes
El estrecho de Magallanes es un paso marítimo localizado en el extremo sur de Chile, entre el territorio continental sudamericano, la isla Grande de Tierra del Fuego y varias islas ubicadas al oeste de esta hacia el océano Pacífico. Es el principal paso natural entre los océanos Pacífico y Atlántico. El estrecho que los navegantes bautizaron como «Estrecho de Todos los Santos» al descubrirlo en la fiesta a la que hacía honor, actualmente lleva el nombre del almirante Fernando de Magallanes, quien lo descubrió en 1520 durante la expedición española a las Molucas.
Administrativamente, pertenece a la región de Magallanes y de la Antártica Chilena, el territorio chileno más austral.
De acuerdo con la Organización Hidrográfica Internacional, su boca oriental está determinada por la línea que une el cabo Vírgenes con el cabo del Espíritu Santo. Sin embargo, este límite no coincide con lo establecido en el Tratado de 1984, firmado por Argentina y Chile, que estableció en su artículo 10.º que «el término oriental del Estrecho de Magallanes [está] determinado por punta Dungeness en el Norte y cabo del Espíritu Santo en el Sur», considerándolo íntegramente dentro de la jurisdicción de Chile, en la región de Magallanes y de la Antártica Chilena.
De acuerdo con los tratados argentino-chilenos de 1881 y 1984, el acceso a su boca oriental y la navegación en el estrecho se encuentran asegurados a los buques de todas las banderas en todo tiempo y circunstancia.

## Origen geológico

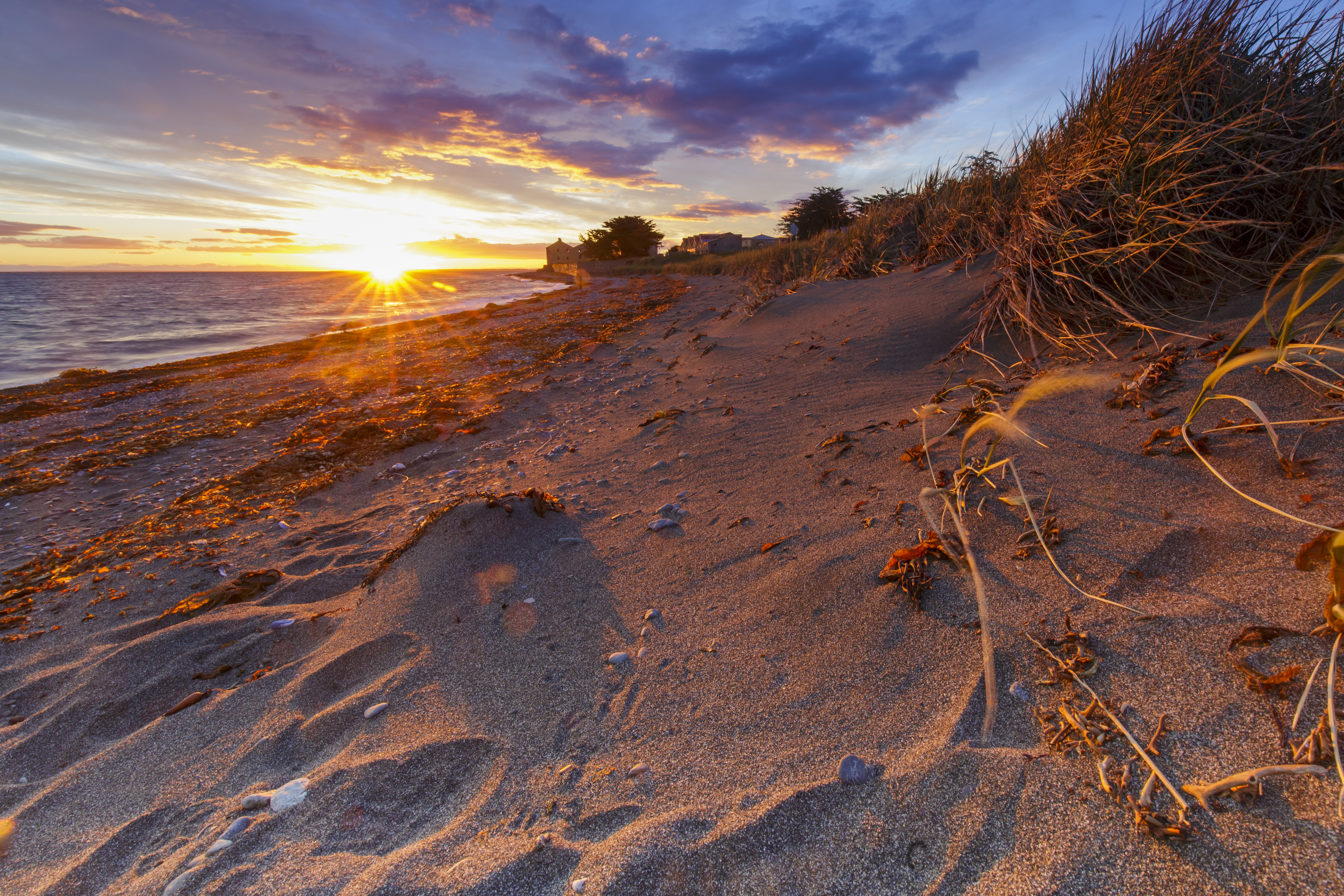
Playa en el estrecho de Magallanes al atardecer.

Durante el cretácico tardío, hace aproximadamente 80 millones de años, se originaron fracturas de paredes planas debido a los movimientos terrestres, las cuales dieron origen a los canales patagónicos. Una de estas fracturas, que comenzaba cercana a la latitud 53°S, tomó progresivamente la dirección NO-SE formando una angosta y larga depresión que pasó a formar, posteriormente, la parte occidental del futuro estrecho de Magallanes desde la boca occidental hasta el cabo Froward.
Durante el pleistoceno, hace aproximadamente 1 500 000 años, las condiciones climáticas del planeta tenían características extremas originando una vasta capa de hielo que cubría el extremo sur del continente americano desde el valle del río Gallegos hasta el extremo sur de la isla Hoste, pero dejando fuera las islas Wollaston y Hermites.
Luego, este manto de hielo comenzó a moverse, retrocediendo y avanzando, dando origen a enormes lenguas glaciares. Una de estas lenguas, debido a la erosión y al movimiento de avance y retroceso glaciar, contribuyó a labrar y profundizar depresiones formando la gran cuenca que forma la boca oriental del estrecho. Una segunda lengua formó un lago entre las actuales Angosturas y finalmente se formó un gran embalse orientado de norte a sur, que comenzaba en el paso Famine y que separaba la península de Brunswick de la isla Dawson.
De esta forma, la parte oriental del futuro estrecho estuvo formada por dos grandes lagos y una amplia cuenca en su boca oriental. Entre los dos lagos se formó un istmo que permitió, hace unos 10 000 años, el paso hacia el sur de diversas especies de la fauna terrestre y de los primeros seres humanos.
Cuando el nivel de las aguas subió debido a los deshielos del fin de la era glacial, se unieron los lagos con la cuenca de la boca y se formó el estrecho. Esto sucedió en una fecha reciente no determinada.

## Antecedentes históricos
El 12 de octubre de 1492, Cristóbal Colón llegó a América pero, hasta su muerte, estuvo convencido de que había arribado a las Indias Orientales.
Américo Vespucio, en 1503 publicó sus Cartas de viaje en las que aseguraba que las tierras descubiertas por Colón eran un Mundus Novus, como proponía llamarlas.
En 1507 el cosmógrafo Martín Waldseemüller, después de leer las cartas de Vespucio, publicó un mapa titulado Universalis Cosmographia al que acompañaba un tratado de Mathias Ringmann y otros, la Introducción a la Cosmografía de gran difusión científica. Tanto en el libro como en el mapa y en un globo terráqueo presentado en la misma fecha se incluían las nuevas tierras a las que, en homenaje al que consideraban su descubridor, denominaban «América». Años después el cartógrafo reconoció su error y se retractó en un nuevo mapa publicado en 1513, pero el nombre ya se había generalizado.
En 1513, Vasco Núñez de Balboa descubrió, desde el istmo de Panamá en América Central, un gran océano al que llamó «mar del Sur». Este descubrimiento confirmó la tesis del Mundus Novus de Vespucio y desató en Europa, especialmente en España, las ansias de hallar una nueva ruta marítima hacia las islas de las especias navegando hacia el oeste, pasando a través del Nuevo Mundo pues, según el Tratado de Tordesillas, España tenía la posesión de las tierras occidentales de América por lo que necesitaba encontrar una ruta hacia ellas evitando la del cabo de Buena Esperanza, mucho más larga, que quedaba bajo el dominio de Portugal.
Fernão de Magalhães, marino portugués, fue humillado por el rey de Portugal, por lo que decidió ofrecer sus servicios al rey de España. Para ello se trasladó a Sevilla donde se hizo súbdito del monarca español, pasando a llamarse Fernando de Magallanes, como se le conocería desde entonces.
Magallanes y su socio Ruy Faleiro fueron los primeros en intentar encontrar la ruta. Ofrecieron al joven monarca Carlos I de España, futuro Carlos V de Alemania, encontrar un paso que, uniendo el Atlántico con el mar del Sur, les permitiría llegar a las islas Molucas, conocidas como las «islas de las Especias», navegando hacia el oeste. Magallanes recibió el apoyo económico del rey y del acaudalado financiador Cristóbal de Haro. De Haro pondría las naves y el monarca el armamento y provisiones. De Haro contribuiría con 3/4 del costo y el rey con el 1/4 restante.

## Expedición y encuentro

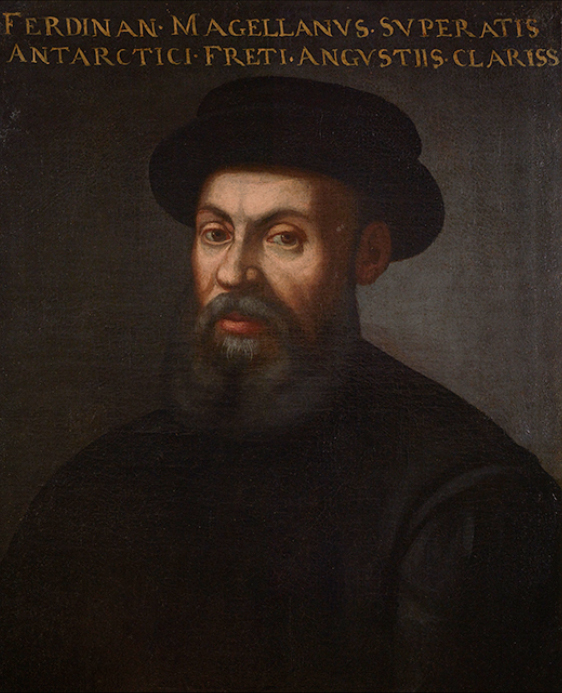
Fernando de Magallanes.

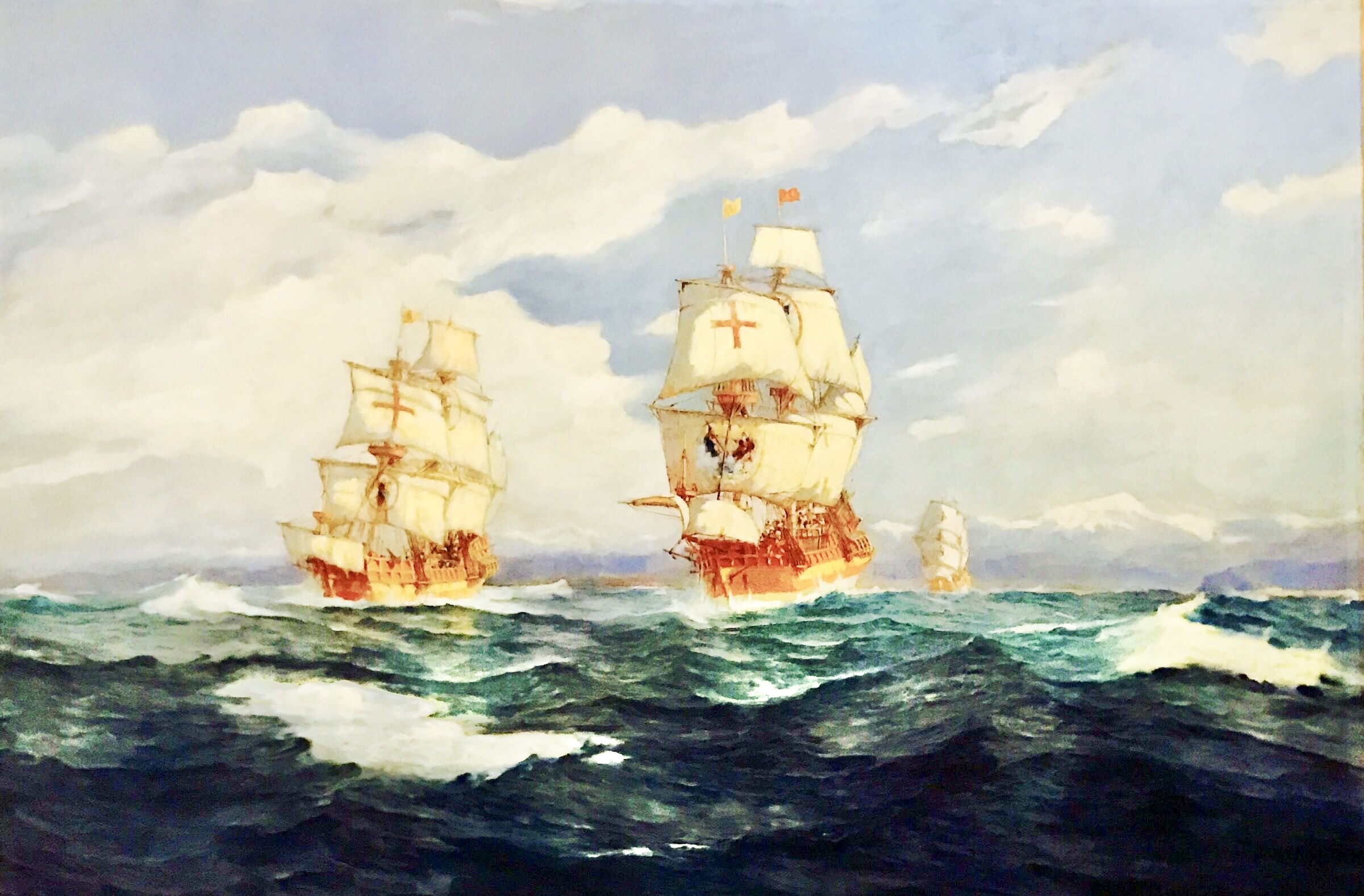
Descubrimiento del estrecho de Magallanes.

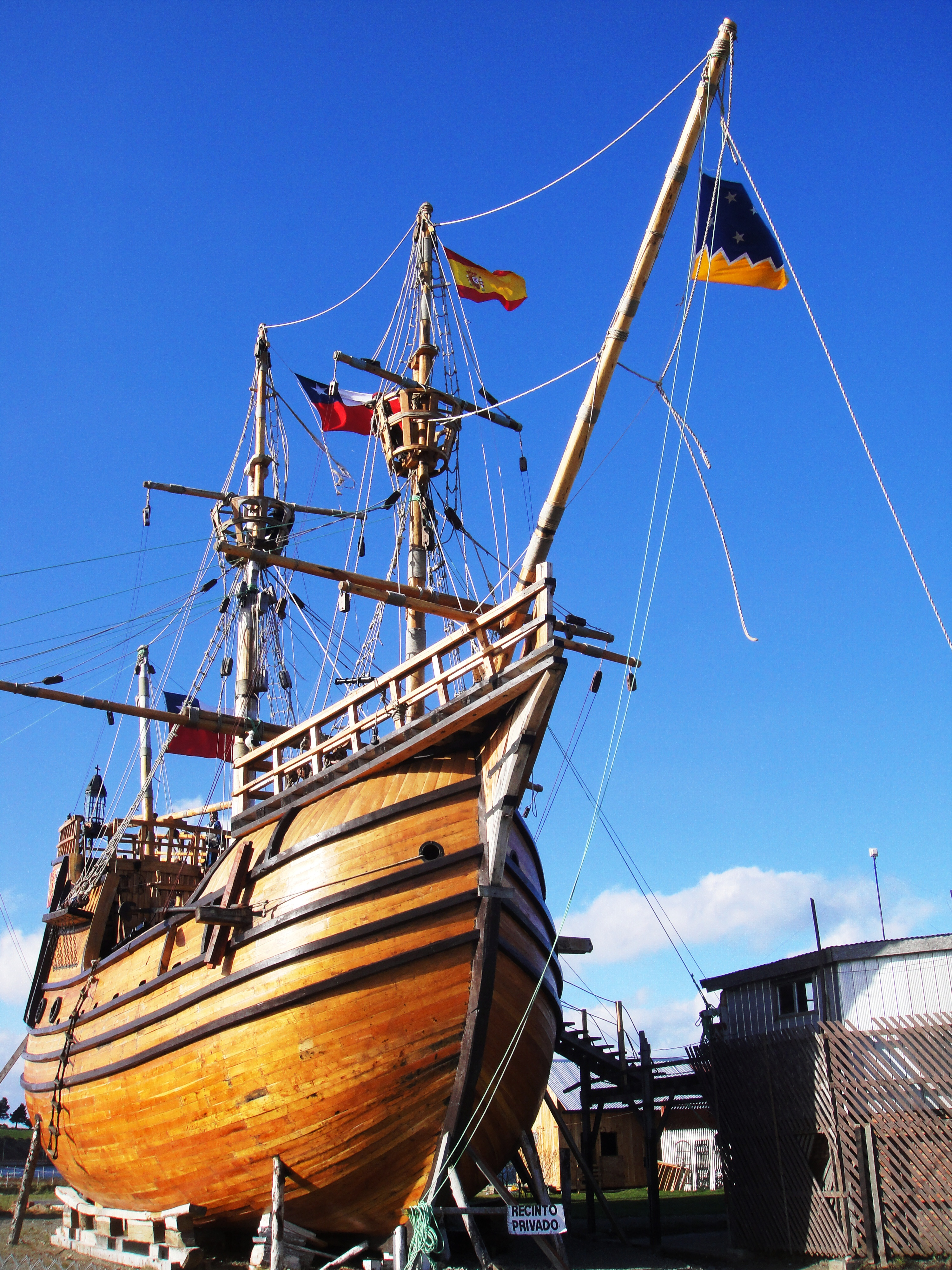
Réplica de la nao Victoria de Hernando de Magallanes en el Museo Nao Victoria de Punta Arenas.

Mapa del viaje de Fernando de Magallanes de 1520.

El 22 de marzo de 1518 se oficializó en Valladolid la expedición, nombrándose al navegante portugués, al servicio del Imperio español, Fernando de Magallanes, capitán general de la flota y gobernador de todas las tierras que encontrara. En esta se acordaron los privilegios que tendrían Magallanes y Faleiro y se estableció que la armada a organizarse pasaría a conocerse como "de las Molucas". La Armada de las Molucas, compuesta por cinco naves, zarpó desde el puerto y Reales Atarazanas (antiguos astilleros) de Sevilla, atracando en Sanlúcar de Barrameda (Cádiz) para ultimar ajustes, preparación y aprovisionar las naves para su partida el 20 de septiembre de 1519.
Las naves eran la Trinidad, de 100 a 110 toneles, nave capitana al mando de Magallanes; la San Antonio, de 120 toneles, al mando de Juan de Cartagena; la Concepción, de 90 toneles, capitaneada por Gaspar de Quesada y con Juan Sebastián Elcano como maestre; la Victoria, de 85 toneles, comandada por Luis de Mendoza, y la Santiago mandada por Juan Serrano (nacido João Rodrigues Serrão). La dotación estaba formada por 239 hombres, desde el capitán general al último marinero. En Canarias y Brasil se agregaron más tripulantes hasta llegar a 265. La mayoría de ellos nunca más regresaría a España.
Hicieron escala en la isla Tenerife (Canarias), Recife y Río de Janeiro donde recalaron el 13 de diciembre del mismo año.
A comienzos de 1520, recorrieron el litoral oriental de Sudamérica. Al llegar a la desembocadura del Río de la Plata Magallanes creyó que había hallado el paso hacia el mar del Sur, pero al internarse en este notó que solo se trataba de un inmenso caudal de agua dulce.
Continuó navegando hacia sur y el 31 de marzo de 1520 recaló a una gran bahía a la que llamó puerto de San Julián. Ordenó el desembarco para invernar por espacio de cinco meses. Durante esta estadía la nave Santiago naufragó y se produjo un motín dirigido por los capitanes de las naves. Antonio Pigafetta, cronista de este viaje, escribió:

Los traidores eran Juan de Cartagena, veedor de la escuadra; Luis de Mendoza, tesorero; Antonio de Coca, contador; y Gaspar de Quesada. El complot fue descubierto: el primero fue descuartizado y el segundo apuñalado. Se perdonó a Gaspar de Quesada, que algunos días después meditó una nueva traición. Entonces, el capitán general, que no se atrevió a quitarle la vida porque había sido nombrado capitán por el mismo emperador, le expulsó de la escuadra y le abandono en la tierra de los patagones con un sacerdote, su cómplice.
Antonio Pigafetta

También ha de conocerse que Magallanes indultó a Juan Sebastián de Elcano, perdonándole la vida por haberse unido a los amotinados. Aquí tomaron contacto con los aborígenes de «estatura gigantesca», llegándole ellos un poco más allá de la cintura. Eran hombres blancos de pelo y muy fuertes de musculatura a los que Magallanes llamó patagão ('pie grande') o «patagones», y a la región, «Patagonia».
El 21 de octubre de 1520, descubrió un cabo detrás del cual se divisaba una gran entrada de mar. Al cabo lo bautizó como «de las Once mil Vírgenes». El 1 de noviembre de 1520, luego de explorar la entrada de mar, Magallanes entró al estrecho al que llamó «de Todos los Santos», ya que ese día la Iglesia católica celebra esa festividad.
Al navegarlo, contempló en la ribera sur grandes fogatas que desprendían mucho humo, las cuales se producían por la cantidad inmensa de gas natural que emanaba en esa zona a la que los aborígenes habían prendido fuego en algún momento para hacer sus rituales mágicos. La bautizó como «Tierra de los Fuegos».
Pasado el golfo que le sirve de boca oriental, la escuadrilla se internó resueltamente en las primeras angosturas del canal, siguiendo siempre el mismo rumbo, el este-sur, hasta llegar a una espaciosa ensenada cerca de la cual se levantaban varias islas, la bahía San Bartolomé. En este punto, la naturaleza de aquellos canales cambiaba de aspecto. Hasta allí, el paisaje que se había presentado a la vista de los exploradores era triste y pobre. Extendidas playas de arena batidas por un viento frío, eminencias de poca altura, desprovistas de árboles y con una miserable vegetación herbácea, rocas áridas y peladas, y un cielo limpio y seco, fue todo lo que vieron en la primera parte del estrecho. Desde que pasaron la segunda angostura, el paisaje cambiaba como por encanto. Montañas más elevadas, con cimas cubiertas de nieve y con un suelo humedecido por lluvias frecuentes, ostentaban una lujosa vegetación de árboles y yerbas. Este cambio de paisaje causó una agradable sorpresa a los viajeros que acababan de pasar muchos meses en las estériles regiones de la costa oriental.
Desde la bahía en que había fondeado Magallanes, la costa cambiaba violentamente de dirección, dirigiéndose en línea recta hacia el sur. Este rumbo tomaron los expedicionarios; pero a poco andar hallaron el estrecho dividido en dos canales por la interposición de tierras montañosas. Magallanes mandó que dos de sus naves entraran por el camino al oriente, mientras él seguía avanzando por el otro canal con el resto de su escuadrilla. Las dos divisiones quedaron en reunirse en el punto en que se abren esos dos canales. Esta medida de precaución traería a Magallanes una de sus mayores dificultades.
En los primeros días de noviembre, Magallanes, recorrió la prolongación de la costa de la península de Brunswick, hasta el cabo Froward observando allí que el estrecho tomaba una dirección hacia el noroeste y esperó durante cinco días mientras las otras dos naves exploraban el canal oriental sin encontrarle salida. Una de ellas, la Victoria, al mando de Duarte Barbosa, que había avanzado menos en este reconocimiento, dio luego la vuelta a reunirse con el jefe expedicionario. La otra, denominada San Antonio, había ido más lejos todavía. Al tercer día (8 de noviembre) regresó de su exploración, pero no halló a Magallanes en el punto de reunión. Mandaba esta nave el capitán Álvaro de Mezquita, primo hermano de Magallanes y hombre de toda su confianza. Por desgracia, estaba embarcado también en el mismo buque el piloto Esteban Gómez que sublevó a la tripulación, apresó al capitán Mezquita, desertó y dio la vuelta a España, quedando solo tres naves en la expedición. Esta traición, que privaba a los expedicionarios de su buque de mayor porte y de una abundante provisión de víveres, estuvo a punto de frustrar la expedición.
Cuando el jefe expedicionario volvió al lugar en que debía reunirse toda la escuadra, experimentó la más desagradable sorpresa al ver que no se hallaba allí la nave que mandaba el capitán Mezquita. Magallanes, temiendo que la nave hubiera naufragado en el reconocimiento de los canales, redobló su actividad para buscar la nave perdida en los canales inmediatos. Solo después de algunos días, cuando había desaparecido toda esperanza de hallar a sus compañeros, resolvió Magallanes alejarse de aquellos lugares. Aun entonces, hizo poner señales en algunos puntos de la costa y dejó una marmita con una carta en que indicaba el rumbo que iba a tomar para que pudiera seguirlo la nave San Antonio.
La exploración de las tierras vecinas al estrecho no ofrecía ningún interés para Magallanes, que solo buscaba allí el paso para llegar a los mares de la India. Por otra parte, aquella región dominada por el frío no valía la pena de detener en su camino a los navegantes que iban en busca de las islas más ricas del mundo. Pero Magallanes, aun sin detenerse, se formaba un concepto cabal de las tierras que divisaba. Para él, la costa que tenía al norte era la extremidad austral del continente americano. La región del sur, que Magallanes denominó «Tierra del Fuego», por las muchas fogatas que allí encendían nativos que la poblaban, debía de ser una gran isla. Sin detenerse con las tres naves que formaban su escuadrilla, continuó resueltamente su navegación por el angosto canal que se abría con dirección al noroeste.
El 27 de noviembre de 1520 entraba, por fin, Magallanes en el océano Pacífico, como él mismo lo bautizó. Allí se terminó la primera exploración europea de aquella parte de Chile.
En Filipinas, Magallanes fue asesinado el 27 de abril de 1521 en una demostración de poder con solo 48 expedicionarios cristianos, se enfrentaron a más de 1500 guerreros de una tribu de aborígenes musulmanes bajo el mando de su jefe, el datu Lapu-Lapu, que no aceptaba al rey de España como amo y señor de esas tierras, en la isla de Mactán.
Debido al número de bajas sufridas, la Concepción fue quemada por los expedicionarios para reagruparse en las dos naves en mejor estado. Juan Sebastián Elcano tomó el mando de la nao Victoria y Gonzalo Gómez de Espinosa el de la Trinidad, continuando hacia las islas Molucas. Cuando partían con rumbo a España se descubrió una vía de agua en la Trinidad, lo que hizo que se quedase con sus 53 tripulantes en la isla Tidore para realizar reparaciones, que posteriormente fueron capturados por los portugueses.
Solo regresó a España la Victoria, al mando de Juan Sebastián de Elcano con 18 hombres incluido el cronista del viaje Antonio Pigafetta. Recalaron en Sanlúcar de Barrameda el 6 de septiembre de 1522. Fueron los primeros en circunnavegar la Tierra.
Es interesante consignar que la expedición, a pesar de haber perdido tres naves y de haber desertado una cuarta, tuvo un éxito económico importante. Solo con las especias que la Victoria transportó desde las Molucas a España, se cubrieron todos los costos y se obtuvo utilidad.

## Inicio y término

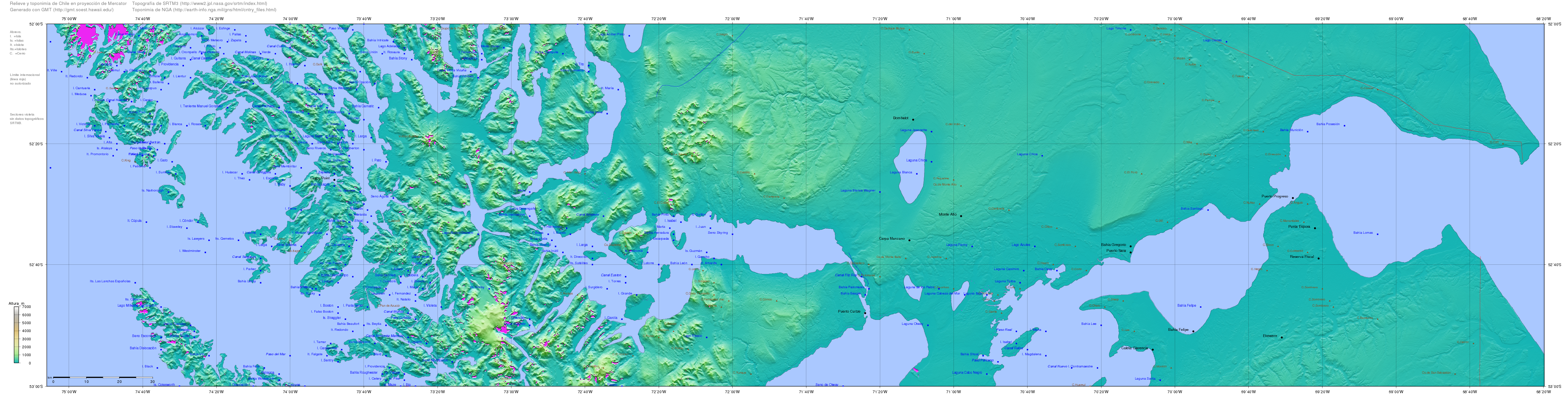
Sector 52°S - 53°S.

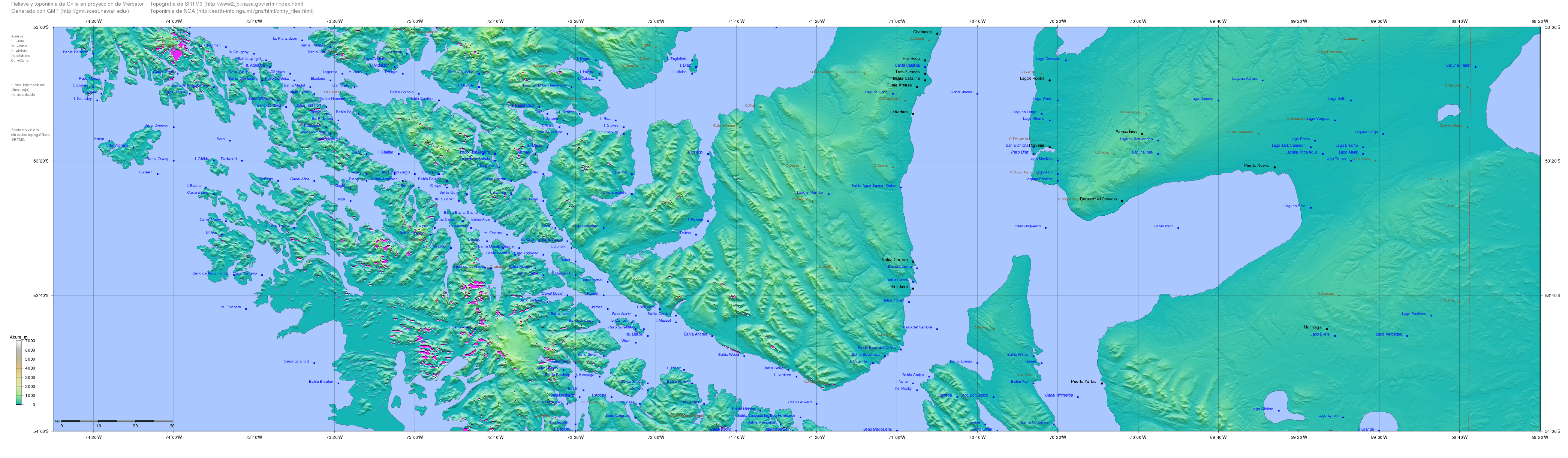
Sector 53°S - 54°S.

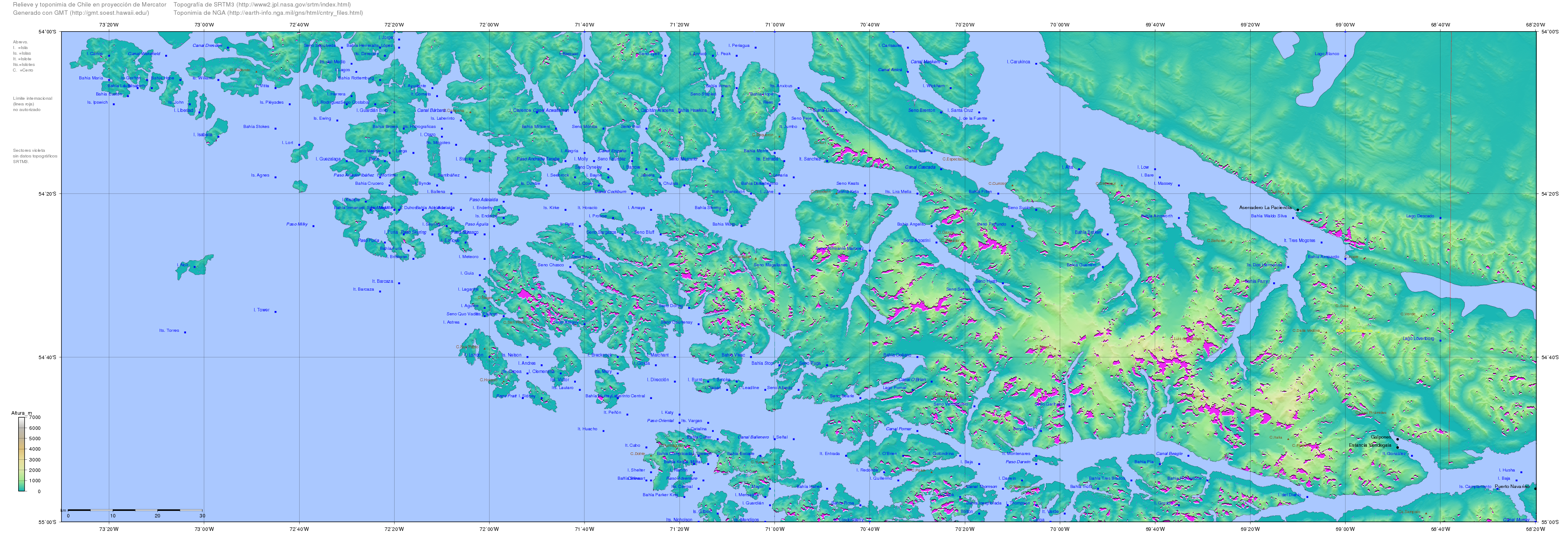
Sector 54°S - 55°S.

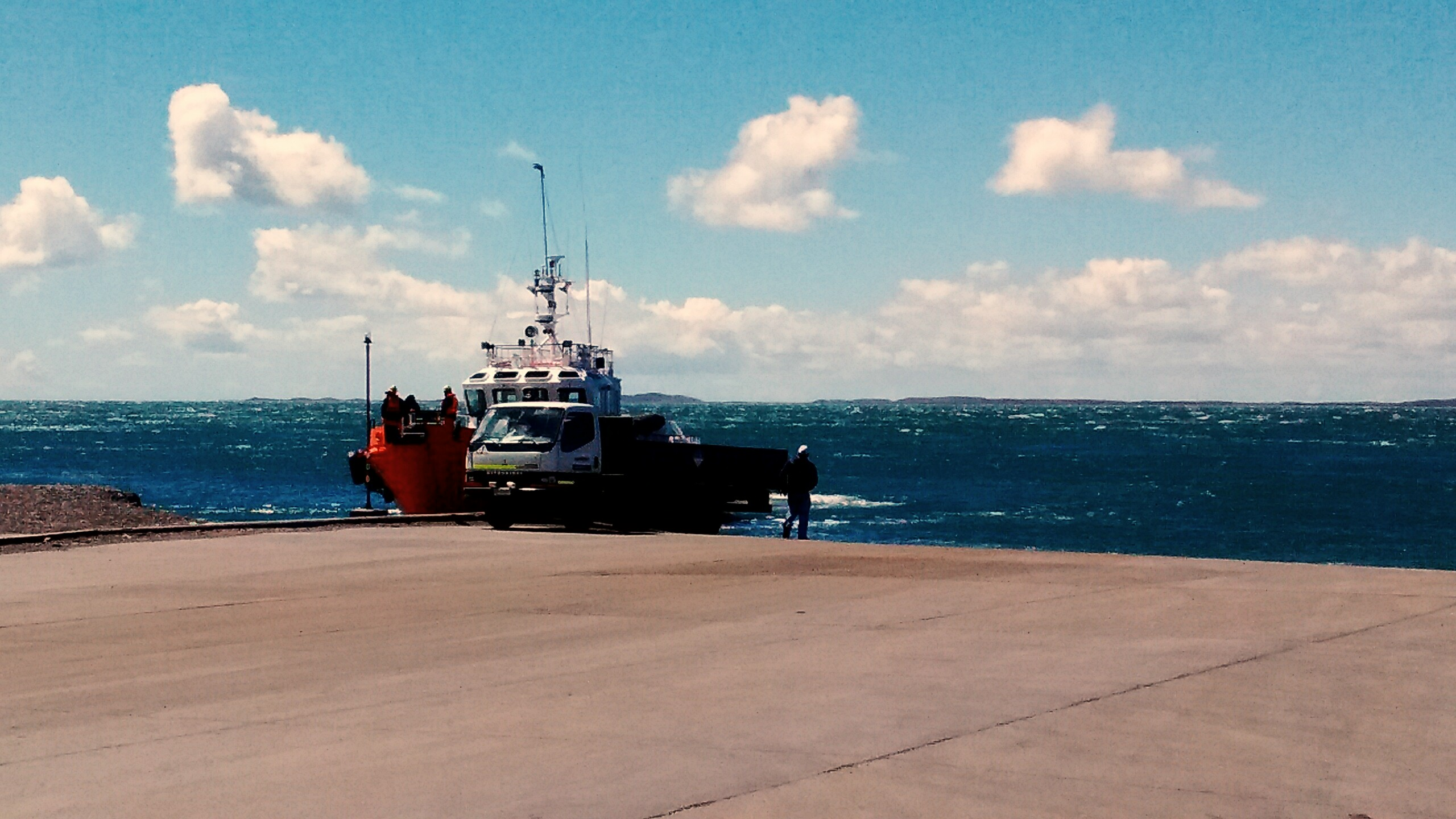
Estrecho de Magallanes en su angostura, de fondo la isla Tierra del Fuego.

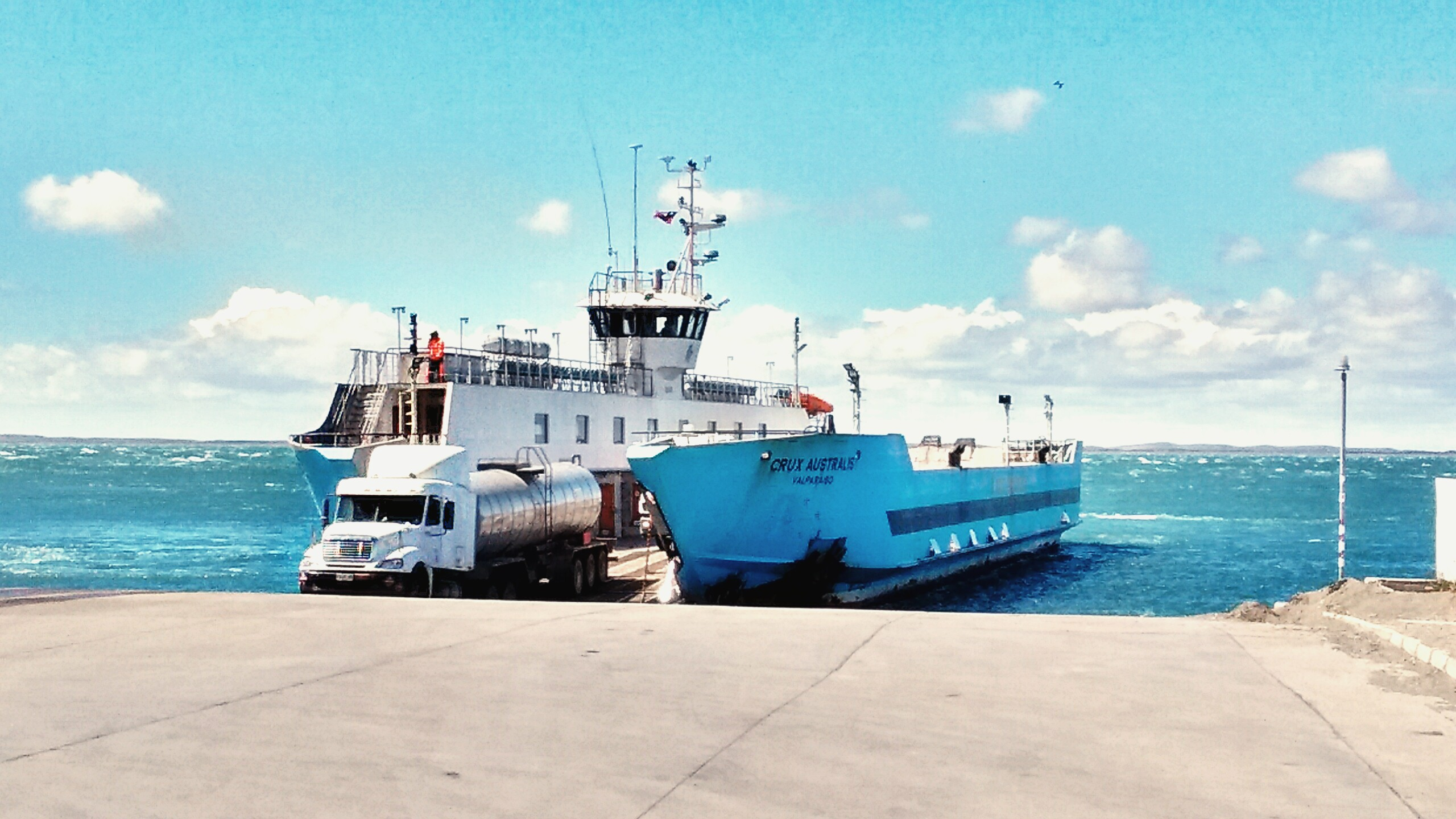
Barcaza que cruza vehìculos entre la isla y el continente.

- Primer sector – oriental: Entre la punta Dungeness ubicada en la orilla continental y el cabo Espíritu Santo en la Tierra del Fuego se abre la gran boca que da inicio al estrecho por su sector oriente. La distancia entre estos dos puntos es de 32 km (16 millas náuticas) y su punto central está en 52°30′00″S 68°30′00″O / -52.50000, -68.50000

En el sector de la entrada tenemos un doble saco formado por las bahía Posesión en el sector continental y la bahía Lomas en el sector insular. Este sector tiene 64 km (35 millas náuticas) de largo.
Luego viene la Primera Angostura, angostura que tiene un ancho mínimo de 3,7 km (2 millas náuticas) y un largo de 16 km (9 millas náuticas). Sobrepasada esta, viene otro amplio saco que da origen a las bahías Santiago y Gregorio por el continente y la bahía Felipe por el costado insular. Esta parte tiene un largo de 20 millas marinas.
Sigue la Segunda Angostura que tiene un largo de 22 km (12 millas náuticas) y un ancho mínimo de 7,4 km (4 millas náuticas). Con esta angostura finaliza la parte oriental del estrecho que tiene un largo total de 76 millas marinas y una dirección general NE-SO.
- Segundo sector – central: Este sector es el más ancho del estrecho y es por eso que toma el nombre de paso Ancho. La máxima anchura es de 35 km (18,5 millas náuticas) entre bahía Agua Fresca en la ribera continental y el cabo Monmouth en la Tierra del Fuego. Su dirección general es N-S y se prolonga por 120 kilómetros.

En la costa continental se abren varias bahías: Oazy, Pecket, Shoal, Laredo, Catalina y Agua Fresca y los cabos Negro y San Isidro. En la costa de la Tierra del Fuego destacan las bahías Lee, Porvenir, Gente Grande y la enorme bahía Inútil. Aquí se encuentran las primeras islas del estrecho: Isabel, isla Magdalena y María.
- Tercer sector – occidental: Pasado el cabo San Isidro se entra a la sección más larga del estrecho donde toma una dirección general NO-SE y se va estrechando cada vez más a lo largo de casi 164 millas marinas en los que el aspecto de la costa cambia a un paisaje que sobrecoge por su belleza. Grandes cerros con bosques y nieves en sus cumbres.

El canal va tomando distintos nombres a medida que se avanza hacia el océano Pacífico: Paso Froward, paso Inglés, paso Tortuoso, paso Largo, canal Largo y finalmente paso del Mar para llegar a su boca occidental en la enfilación del cabo Pilar ubicado en el extremo de la isla Desolación al sur y el cabo Victoria en las islas Narborough por el norte. El punto central de su salida al Pacífico está en 52°41′00″S 74°32′00″O / -52.68333, -74.53333
El largo total del estrecho de Magallanes es de 305 millas marinas aproximadamente.

## Historia posterior al descubrimiento

### Primeros viajes
1. Carlos V ordenó alistar la segunda Armada de las Molucas la que zarpó del puerto La Coruña el 24 de julio de 1525 al mando de Francisco García Jofré de Loayza. Esta Armada era mayor en calidad y número de naves que la de Magallanes. Arribó a la entrada oriental del estrecho el 24 de enero de 1526. Fueron los primeros europeos en divisar a los nativos canoeros que habitaban las islas del estrecho, aunque no tomaron contacto directo con ellos. Las naves salieron al océano Pacífico el 26 de mayo de 1526.
2. Simón de Alcazaba y Sotomayor, noble lusitano organizó una expedición con la que llegó a la entrada oriental del estrecho el 17 de enero de 1535. Entró en el estrecho pero volvió a salir por el mismo punto el 9 de febrero, sin haberlo cruzado.
3. En septiembre de 1537 el genovés León Pancaldo, marinero de la expedición de Magallanes, equipó una nave con la que pensaba llegar a Perú. Ingresó en el estrecho meses después pero no logró cruzarlo, regresando al poco tiempo al Atlántico.
4. La quinta expedición al estrecho estuvo comandada por Francisco de la Ribera y por Alonso de Camargo, que llegaron a la boca oriental el 20 de enero de 1540. Una de las naves al mando de Camargo logró cruzarlo y llegó hasta el Perú. El 29 de enero de 1540 una tormenta arrojó a la nave insignia contra la costa cercana a bahía Posesión, en el accidente murieron varios tripulantes entre ellos Francisco de la Ribera. Los tripulantes náufragos que se salvaron fueron 192. Estos quedaron en espera de que los fueran a rescatar, rescate que nunca se efectuó y que con el correr de los años dio nacimiento a la leyenda de la ciudad de los Césares.

Con esta expedición terminó el ciclo inicial. En estas cinco expediciones participaron 17 naves de las cuales solo ocho consiguieron navegarlo en su totalidad, las otras naufragaron, desertaron o fueron repelidas hacia el Atlántico por los permanentes vientos del suroeste que soplan en su boca oriental. Lo anterior sirvió para propagar la fama de lo peligroso que era su navegación.

### Viajes de reconocimiento

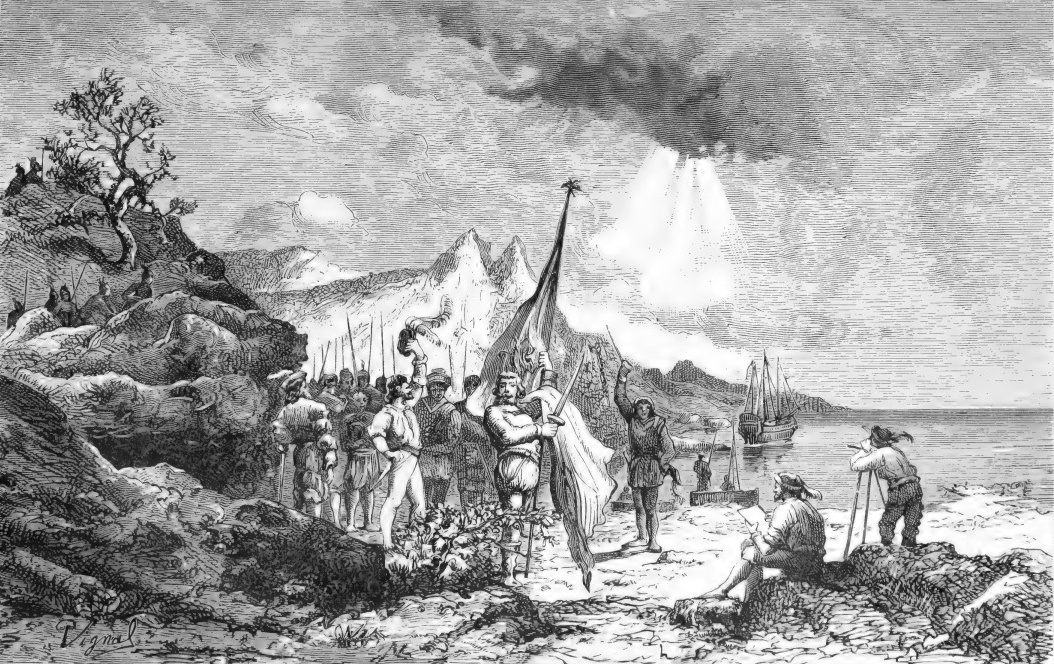
Juan Ladrillero toma posesión del estrecho de Magallanes para la gobernación de Chile y el rey de España en 1558.

1. A fines de octubre de 1553 zarpó desde la ciudad chilena de Valdivia la expedición de Francisco de Ulloa (1553), ordenada por el gobernador de Chile Pedro de Valdivia. Esta fue la primera expedición que recaló al estrecho por su boca occidental, acontecimiento que sucedió en enero de 1554. Las naves navegaron aproximadamente 90 millas dentro del estrecho desde donde regresaron al norte debido al mal estado de las embarcaciones y antes de que llegara el mal tiempo.
2. En 1557, el gobernador de Chile García Hurtado de Mendoza ordenó armar la expedición de Juan Ladrillero (1557), que zarpó desde Valdivia con dos naves el 17 de noviembre de 1557. Solo una llegó al estrecho a fines de julio de 1558. Ladrillero efectuó una prolija exploración del estrecho, dejando una clarísima y útil bitácora de estos reconocimientos. Fue el primero en tomar contacto y describir a los aborígenes con los que se encontró durante sus navegaciones. El 9 de agosto de 1558 tomó posesión del estrecho y sus tierras en nombre del Rey de España y del Gobernador de Chile, al lugar se le llamó Posesión. Fue el primer navegante en recorrerlo en ambos sentidos regresando al norte en marzo de 1559 por su boca occidental.
3. El 21 de agosto de 1578 el marino inglés Francis Drake con patente de corso otorgada por la reina de Inglaterra llegó al estrecho y lo cruzó de este a oeste en tan solo 16 días. Tuvo un encuentro con los nativos kawésqar que terminó con la muerte de varios de ellos.
4. El virrey del Perú, Francisco de Toledo, alarmado por las correrías de Drake, organizó una escuadrilla para lo cual compró dos naves y organizó la expedición de Pedro Sarmiento de Gamboa a los canales patagónicos y del estrecho de Magallanes (1579-1580). Las naves zarparon del puerto de Callao el 11 de octubre de 1579 y recalaron a la boca occidental del estrecho el 21 de enero de 1580. Sarmiento rebautizó el estrecho como estrecho de la Madre de Dios. Tuvo el primer encuentro del hombre blanco con los selknam de la Tierra del Fuego. Salió por la boca oriental el 24 de febrero de 1580 en dirección a España llevando a bordo tres aborígenes a los que bautizó como Felipe, Francisco y Juan. En cuanto llegó a España dio cuenta al rey Felipe II del cumplimiento de su misión y recomendó poblar y fortificar el estrecho.
5. Felipe II aprobó la proposición de Sarmiento por lo que dispuso organizar una expedición para fortificar y poblar el estrecho. Nombró a Diego Flores de Valdés general de la flota y a Pedro Sarmiento de Gamboa como gobernador del estrecho. La gran flota zarpó de Sanlúcar de Barrameda el 27 de septiembre de 1581, estaba compuesta por 23 navíos y casi 2000 personas de las cuales 350 iban como futuros pobladores y 400 soldados para la defensa de los fuertes que se construirían. De esta flota solo 5 naves llegaron a la boca oriental del estrecho el 1 de febrero de 1584 al mando de Sarmiento y con alrededor de 300 personas entre hombres y mujeres. El 11 de febrero de 1584, Sarmiento fundó la Ciudad del Nombre de Jesús y luego con 94 hombres marchó por el costado del estrecho hasta que el 25 de marzo del mismo año, en bahía San Blas, fundó el asentamiento Rey don Felipe. El 26 de mayo de 1584, Sarmiento zarpó a Brasil a buscar refuerzos, en tierra quedaron alrededor de 300 personas en las dos ciudades. De todos ellos se conoce que solo sobrevivió Tomé Hernández, rescatado por Thomas Cavendish, por quien pudo conocerse lo sucedido en "Nombre de Jesús". En "Rey Don Felipe", los corsarios ingleses solo encontraron cadáveres.
6. Las expediciones que siguieron a las de Ladrillero y Pedro Sarmiento no pueden equipararse con los viajes de reconocimiento efectuados por estos dos brillantes exploradores, solo quedarán como meros estudios geográficos o náuticos, pero no como las increíbles y fructíferas expediciones de estos dos grandes navegantes. Las recomendaciones de Sarmiento y Ladrillero para navegar el estrecho son aún aplicables.

En 1581 existió un proyecto para fortificar la hoy llamada primera Angostura del estrecho y así impedir el pasode naves enemigas.

### Los corsarios ingleses
Inglaterra hasta ese momento un reino secundario dentro del contexto europeo, comenzaba a fines del siglo XVI a emerger como una potencia capaz de disputarle a España las riquezas del Nuevo Mundo, para ello favoreció a los corsarios, piratas que con licencia real atacaban las naves y comercio español. El más conocido de ellos fue Francis Drake, cuyo ejemplo motivó a los que siguieron su misma huella:
1.- Thomas Cavendish, ingresó al estrecho el 6 de febrero de 1587. Al observar fuego en la costa, envió a investigar encontrando a tres hombres que le dijeron ser parte de un grupo de 18 sobrevivientes de las ciudades fundadas por Sarmiento. Se les ofreció evacuarlos, pero solo uno aceptó, Tomé Hernández, gracias al cual se pudo conocer lo sucedido en las malogradas ciudades. Cavendish ubicó y visitó los restos de Ciudad don Felipe, dándole a la bahía el nombre de Puerto del Hambre.
2.- Andrew Merrick y John Childley, navegantes ingleses, organizaron una expedición de cinco naves, de las cuales solo una logró ingresar en el estrecho, el 1 de enero de 1590. Rescató a otro sobreviviente de las colonias de Sarmiento, llamado Hernando. Lamentablemente, murieron antes de desembarcar en Cherburgo casi todos los hombres a bordo (excepto seis), incluidos Merrick, Childley y el español. La historia de este último, solo se conoce gracias a William Magoths, quien fue uno de los sobrevivientes.
3.- En 1592 nuevamente Thomas Cavendish armó una expedición que ingresó al estrecho el 8 de abril de 1592.
4.- Finalmente en 1594 el marino inglés Richard Hawkins recaló al estrecho en enero de 1594. Con este viaje se puso fin a la visita de corsarios ingleses al estrecho.

### Navegantes neerlandeses

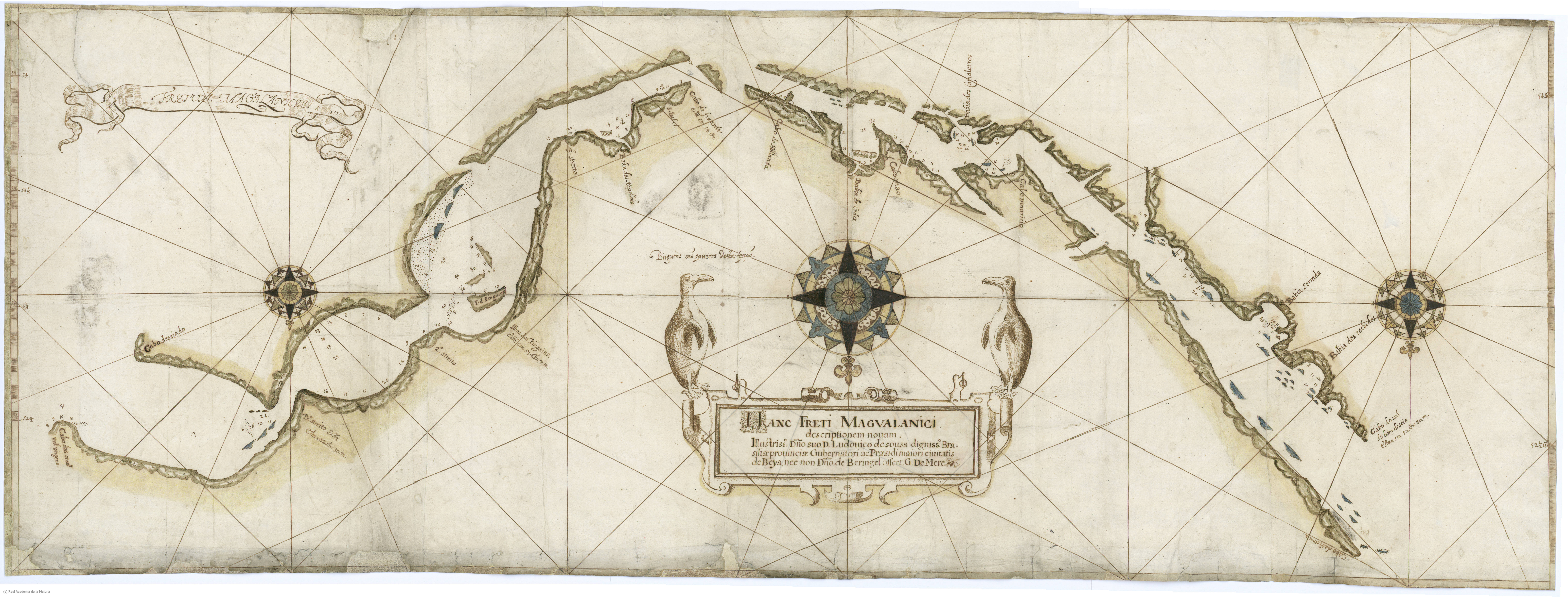
Mapa de 1617 construido a partir de los mapas preparados por un superviviente de la expedición holandesa de 1599.

A fines del siglo XVI los neerlandeses también se lanzaron a la conquista de un imperio colonial, dando inicio a sus viajes al estrecho.
- La compañía de Jacob Mahu y Simón de Cordes equiparon una expedición que zarpando del puerto neerlandés de Goeree recaló al estrecho el 6 de abril de 1599. Levantaron la primera carta de navegación del estrecho y un derrotero con una enorme cantidad de información.

- A los pocos meses de haber zarpado la expedición anterior, la siguió la expedición al mando del almirante Oliverio van Noort que entró al estrecho el 24 de noviembre de 1599.

- Varios años después, la expedición al mando del almirante Joris van Spielbergen recaló en el estrecho en abril de 1614. Esta fue la última expedición holandesa al estrecho.

En estos viajes, los marinos neerlandeses efectuaron un trabajo de levantamientos hidrográficos tan prolijo, que contribuyó positivamente en el conocimiento geográfico del estrecho ya que los cartógrafos neerlandeses, los mejores de Europa en esa época, editaron cartas y derroteros que sirvieron a los marinos de todas las naciones durante los siguientes dos siglos.

### Incursiones delsigloXVII
1.- En febrero de 1619 los hermanos Bartolomé y Gonzalo García de Nodal ingresaron en el estrecho por su boca occidental tras haber cruzado, por la recién descubierta ruta del cabo de Hornos, desde el océano Atlántico al Pacífico. Fueron los primeros en circunnavegar la isla Grande de Tierra del Fuego. Cabe hacer notar que pasarían 150 años para que otra nave española surcara el estrecho. Las dificultades de su navegación, las fuertes corrientes en las angosturas y los permanentes temporales de viento hicieron que las otras naciones europeas también perdieran interés en su navegación y prefirieran la ruta del cabo para sus navegaciones.
2.- El 20 de octubre de 1670 ingresó al estrecho John Narborough. El interés de este viaje fue efectuar levantamientos hidrográficos.
3.- En 1670 y 1687 los marinos apellidados Wood y Marcerti efectuaron viajes al estrecho. Estos eran filibusteros y contrabandistas.
4.- En 1689 llegó al estrecho el capitán John Strong. En su viaje recolectó plantas nativas que dieron inicio a la colección botánica del Museo Británico.
5.- En 1696 navegó el estrecho el filibustero francés monsieur de Gennes.
6.- El 24 de junio de 1699 ingresaron al estrecho las naves de la expedición de Jacques Beauchesne-Gouin.

### Incursiones delsigloXVIII

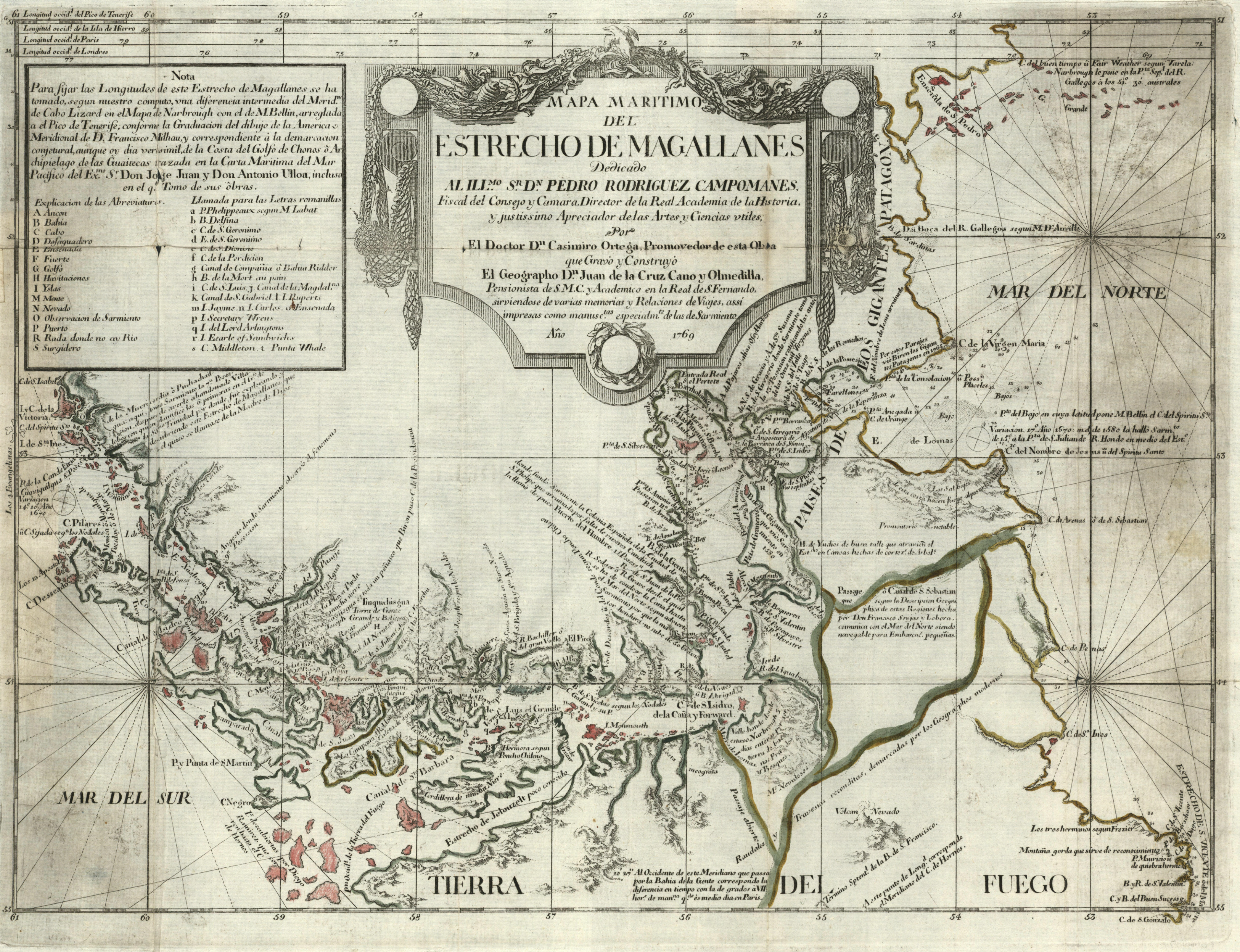
Mapa Marítimo del Estrecho de Magallanes, Juan de la Cruz Cano y Olmedilla, 1769.

1.- En 1706 Joseph Danycan comerciante francés entró al estrecho y a los ocho días regresó al Atlántico porque de los 198 tripulantes, 170 estaban enfermos por el escorbuto.
2.- En 1708 el capitán inglés Woodes Rogers navegó el estrecho tomando posesión de este.
3.- En 1713 un capitán francés de apellido Marcant ingresó al estrecho.
4.- En 1719 el marino inglés John Clipperton permaneció tres o cuatro meses en el estrecho efectuando reconocimientos hidrográficos. Después de este viaje el estrecho fue olvidado por los navegantes por aproximadamente medio siglo.
5.- En 1764 John Byron, marino inglés, puso fin al olvido del estrecho iniciando un período de fructíferas expediciones científicas de varios países europeos impulsados por el interés en desarrollar las ciencias naturales. Byron ingresó al estrecho el 16 de diciembre de 1764. En su informe al almirantazgo recomendaba el empleo de la ruta del estrecho como vía entre los dos océanos, fue el primer navegante en proponerla desde su descubrimiento.
6.- En 1765 ingresó al estrecho el experimentado marino francés Louis Antoine de Bougainville. Durante dos semanas, recopiló madera que llevó a la colonia francesa de las islas Malvinas.
7.- El 17 de diciembre de 1766 recalaron al estrecho los capitanes ingleses Samuel Wallis y Phillip Carteret para continuar los estudios hidrográficos.
8.- En diciembre de 1767, Bouganville, desde las islas Malvinas, regresó al estrecho. Al igual que Byron recomendó la ruta del estrecho por sobre la del cabo de Hornos para la navegación transoceánica.
9.- En febrero de 1769 ingresó al estrecho el teniente Manuel Pando con dos naves españolas, siendo estas las primeras en hacerlo en los últimos 150 años. Su objetivo era que religiosos de a bordo realizaran misiones de evangelización entre los indígenas.
10.- El 22 de diciembre de 1785 recaló en el estrecho la expedición del destacado marino y geógrafo español Antonio Córdoba Lazo de la Vega, permaneciendo en la zona por 3 meses realizando trabajos hidrográficos. También hizo observaciones respecto a los recursos naturales y a los habitantes kawésqar y tehuelches, con los cuales tomó contacto.
11.- El 19 de diciembre de 1788, Antonio de Córdoba regresó al estrecho con una nueva expedición hidrográfica. En su informe recomendaba la vía del cabo de Hornos por sobre la del estrecho debido a su mal clima.

### Incursiones delsigloXIX
1.- Desde la expedición de Alonso de Córdoba ningún barco navegó el estrecho hasta aproximadamente 1825 en que llegaron en busca de refugio y descanso barcos balleneros, foqueros y loberos procedentes de la Antártida, la mayoría de nacionalidad norteamericana e inglesa. Estos comenzaron a navegar prácticamente toda la región que rodea el estrecho transformándose en expertos prácticos de los canales magallánicos. Cuando llegaron las expediciones de Phillip Parker King y de Robert Fitz Roy les sirvieron de valiosos informantes en sus tareas, incluso los ingleses contrataron a algunos capitanes como pilotos de sus naves.
2.- Al fin de la segunda década de este siglo, el Reino Unido surgió como la nación con más poder político y económico de Europa, transformándose en la gran potencia colonizadora.
En 1825 Inglaterra planificó efectuar el reconocimiento de América austral, centrado en la región del estrecho de Magallanes y canales adyacentes. Para ello organizó una expedición que se dedicaría durante varios años a la tarea de hacer levantamientos hidrográficos de la región. El Almirantazgo designó como jefe de esta expedición al comandante Phillip Parker King, marino de amplio prestigio y experto hidrógrafo. Puso bajo su mando dos naves y a un selecto grupo de oficiales navales y hombres de ciencia. La escuadrilla efectuó 4 campañas entre los años 1826 y 1830 teniendo como base de aprovisionamiento y descanso Brasil. A partir de esta memorable campaña, la cartografía del estrecho y de la zona de los canales patagónicos chilenos experimentó un gigantesco progreso. Las campañas fueron:
- Primera campaña: diciembre de 1826 a marzo de 1827.
- Segunda campaña: enero a agosto de 1828.
- Tercera campaña: abril a julio de 1829.
- Cuarta campaña: abril a mayo de 1830.

3.- En 1834 el Almirantazgo Británico envió una nueva expedición hidrográfica, esta vez al mando del capitán Robert Fitz Roy. Permaneció en el estrecho desde enero de 1834 hasta el 10 de junio del mismo año, fecha en que inició el regreso a su patria.
4.- El 12 de diciembre de 1837 arribó al estrecho una expedición francesa al mando de Jules Dumont D'Urville. Esta expedición era solo un tránsito por el estrecho ya que su misión era explorar los mares y tierras antárticas, pero en todo caso efectuaron reconocimientos y observaciones sobre la naturaleza, recursos naturales y clima de la zona y levantamiento de algunos lugares del estrecho.
5.- El 14 de septiembre de 1840 los vapores a rueda, Chile y Perú ingresaron al estrecho por su boca oriental, convirtiéndose en las primeras naves a vapor en navegarlo. Estas naves, de 700 toneladas de registro cada una, pertenecían a «The Pacific Steam Navigation Company».
6.- Chile, obtenida su independencia de España, inicialmente tuvo que preocuparse de otros asuntos prioritarios hasta que una vez que se hubo organizado, a fines de la década de 1830, pudo comenzar la incorporación de territorios patagónicos y australes. Para ello el presidente de la República, general don Manuel Bulnes Prieto, en 1841, ordenó al intendente de Chiloé, Domingo Espiñeira, que construyera y enviara una nave que tomara posesión del estrecho y sus territorios. Espiñeira construyó en Ancud una goleta, la Ancud, que puso al mando del capitán de fragata de la Armada de Chile, John Williams, quien había cambiado su nombre y apellido ingleses por la versión españolizada de Juan Guillermos. La nave zarpó el 22 de mayo de 1843 desde Ancud y fondeó en el estrecho, en Puerto del Hambre, el 21 de septiembre del mismo año. El mismo día, en la Punta Santa Ana, Williams procedió a efectuar la toma de posesión del estrecho de Magallanes y territorios adyacentes a nombre del Gobierno de Chile, con las formalidades de la época. Efectuada esta ceremonia, recorrió la costa en búsqueda del lugar más apropiado para establecer un fuerte en el que dejaría al personal designado, finalmente el 12 de octubre regresó a la bahía San Juan y decidió fundarlo en la misma punta Santa Ana donde había sido la toma de posesión. El 30 de octubre el fuerte, bautizado como Fuerte Bulnes, estuvo listo para ser habitado. Hasta el 11 de noviembre se aprovisionó y ese día Williams lo entregó oficialmente al teniente de artillería Manuel González Hidalgo, investido como gobernador y al mando de dos suboficiales, cinco soldados, dos mujeres y el piloto Jorge Mabón. Williams emprendió el regreso a Ancud el 15 de noviembre recalando a ese puerto el 5 de diciembre de 1843.
7- En 1847 asumió como gobernador el sargento mayor José de los Santos Mardones quien decidió cambiar de ubicación el fuerte, pues donde estaba carecía de recursos fundamentales para la colonización, falta de pastos y terrenos apropiados para sembrar. Mardones ubicó un nuevo lugar más al norte, en las márgenes del río del Carbón, lugar que se llamaba Punta de Arena. Pasado el invierno de 1848, Mardones empezó a enviar a los primeros pobladores hacia ese lugar. En octubre ya había bastantes pobladores que trabajaban en la construcción de las habitaciones para albergar a los colones de Fuerte Bulnes. Y el 18 de diciembre de 1848 el gobernador se instaló formalmente en su nueva ubicación; a mediados de 1849 la colonia tenía unas 130 personas.
8.- En 1866 y 1869 el capitán de la marina inglesa Richard C. Mayne efectuó trabajos hidrográficos en el estrecho.
9.- A partir de 1874, la Armada de Chile comenzó a navegar en la zona del estrecho, esto debido a la creación de la Oficina Hidrográfica de la Marina Nacional el 1 de mayo de 1874. El trabajo se inició con el envío de una expedición al mando del comandante Enrique Simpson. La Armada de Chile desde esa fecha no ha cesado de estar presente en el estrecho hasta el presente.

## Algunas naves famosas

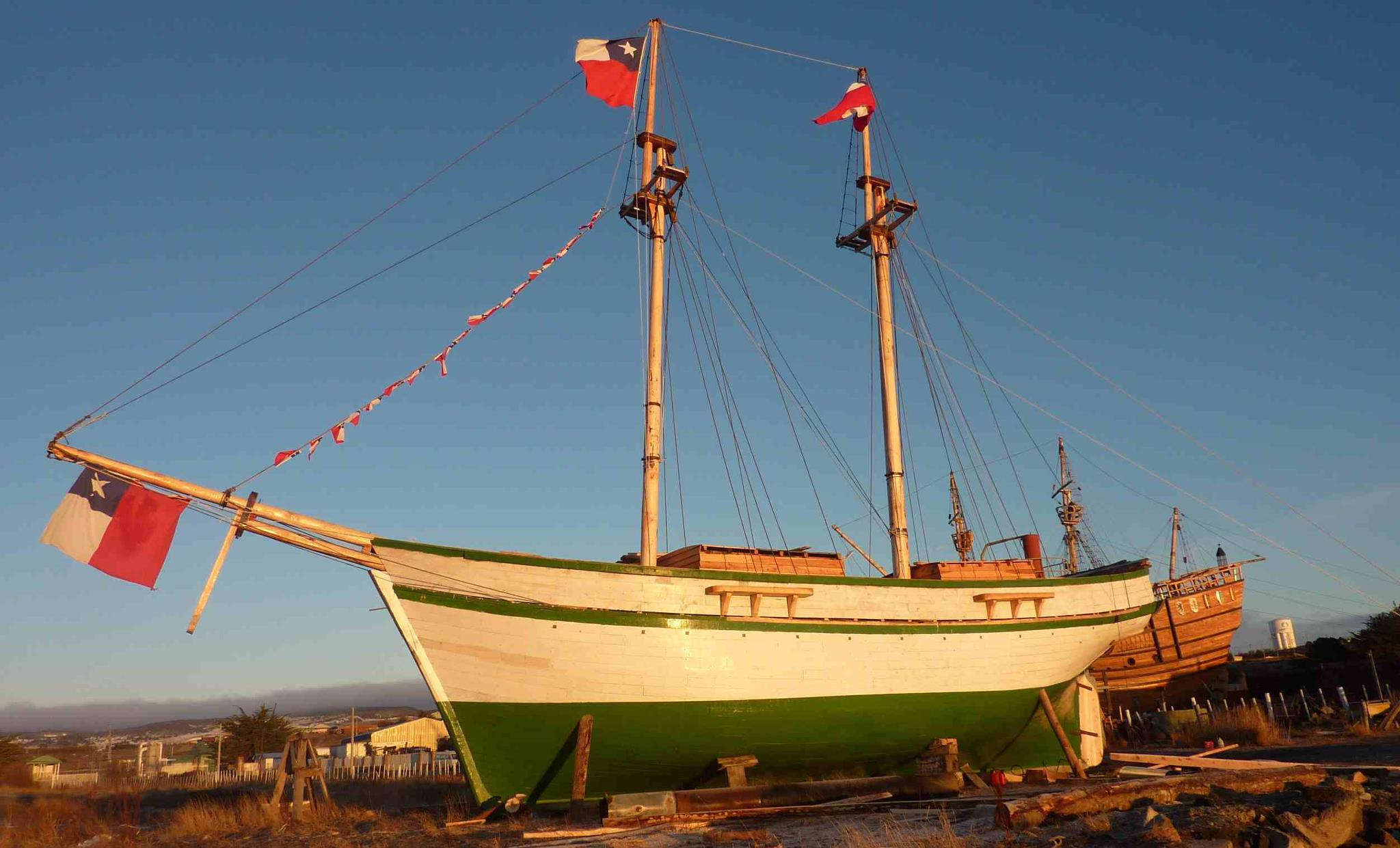
Réplica de la goleta Ancud en el Museo Nao Victoria de Punta Arenas.

Algunas de las naves más famosas que han cruzado el estrecho han sido:
- Trinidad, nao de 100 a 110 toneles, buque insignia de escuadra de Fernando de Magallanes;
- Victoria, nao de 85 toneles de la escuadra de Magallanes, primer navío en circunnavegar la Tierra al mando de Juan Sebastián Elcano;
- San Luis, carabela de 50 toneles, al mando de Juan Ladrillero, primero en navegar el estrecho en ambos sentidos;
- Nuestra Señora de la Esperanza, nao al mando de Pedro Sarmiento de Gamboa;
- Golden Hind (antes, Pelican), galeón al mando de Francis Drake, segundo navío en circunnavegar el globo;
- HMS Dolphin, al mando de John Byron;
- HMS Adventure al mando de Phillip Parker King;
- HMS Beagle, al mando de Pringle Stokes y luego de Robert FitzRoy, a bordo del cual viajaba el naturalista Charles Darwin;
- Chacabuco, corbeta al mando de Enrique Simpson Baeza;
- Goleta Ancud, goleta al mando de John Williams Wilson que tomó posesión del estrecho por Chile.

## Cartografía del estrecho

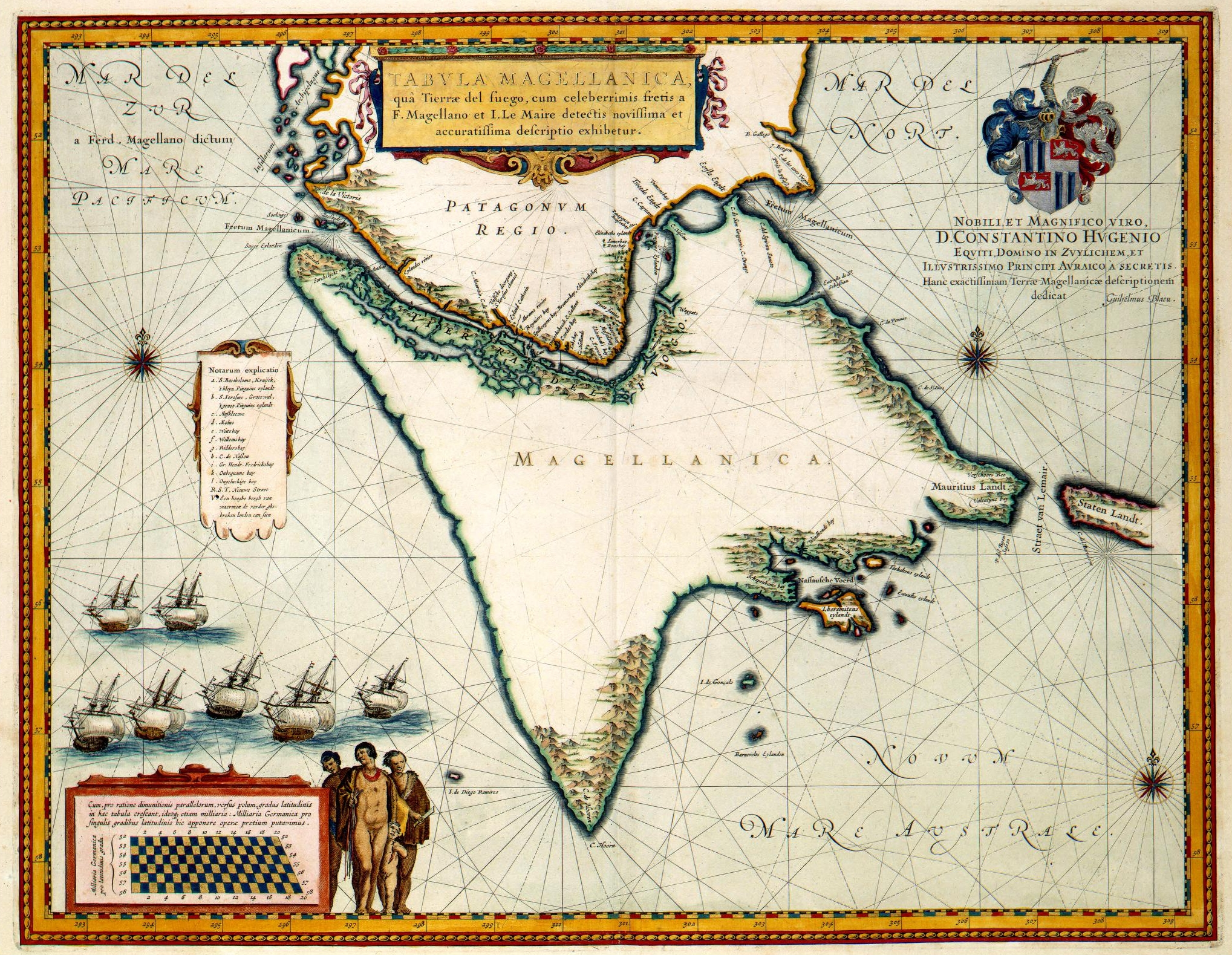
Tabula Magellanica-1635.

En 1532 apareció el primer plano que consideró el descubrimiento del estrecho de Magallanes. Fue un planisferio italiano conocido como el Padrón Real de Turín atribuido a Juan Vespucio, sobrino de Américo. Después aparecieron otros planos que fueron meros dibujos, con uno que otro topónimo.
En 1580 se elaboró un mapa del sector oriental del estrecho atribuido a Pedro Sarmiento de Gamboa; este es considerado el primer plano propiamente tal. En el figura ya abundante toponimia.
En 1600 apareció el primer mapa completo del estrecho, gracias a las expediciones holandesas y en especial al piloto Jan Outghersz considerado como el fundador de la cartografía del canal.
El adelanto más importante desde el aporte neerlandés se debe a la cartografía originada por las expediciones de Antonio de Córdova a fines del siglo XVIII.
Luego tenemos la cartografía moderna del estrecho, producto de los completos trabajos hidrográficos de Parker King y Fitz Roy. Las primeras cartas fruto de estas exploraciones fueron impresas en 1832, cartas que sirvieron de base a ediciones francesas y españolas que aparecieron en 1838 y 1861 respectivamente.
Desde 1874 la Armada de Chile a través de la Oficina Hidrográfica, luego Instituto Hidrográfico, inició la producción de la cartografía del estrecho y comenzó la publicación de Derroteros para su navegación. Finalmente en 1945 el Instituto Geográfico Militar realizó el levantamiento aerofotogramétrico de la región austral.

## Faros del estrecho
En el año 1890, la navegación a vapor era ya rutinaria y el auge de los países del Pacífico creó un importante tráfico marítimo desde Europa a la costa occidental de América, naves que empleaban principalmente la ruta del cabo de Hornos porque la del estrecho de Magallanes carecía de faros en los lugares peligrosos, especialmente en su entrada occidental. Para solucionar esto, el gobierno chileno decidió construir una serie de faros, comenzando por el faro Islote Evangelistas en su entrada desde el océano Pacífico. El balizamiento de esta ruta consideró la construcción de siete faros de gran envergadura, entre los que destaca Evangelistas por su extrema dificultad de acceso y la habitual inclemencia climática del sector
De este proyecto, el primer faro en ser construido fue el faro Islote Evangelistas inaugurado en 1896, luego fue erigido el faro Punta Dungeness en su entrada atlántica que fue puesto en servicio en 1899, a continuación entró en funcionamiento, en 1902, el faro de isla Magdalena, frente a la ciudad de Punta Arenas y en 1907 el faro bahía Félix.
En 1899, Chile implementó un sistema de comunicaciones entre los faros del Estrecho y Punta Arenas con palomas mensajeras, adquiriendo inicialmente cincuenta pares en Inglaterra. Este sistema de comunicaciones se mantuvo activo hasta 1904 año en que se introdujo la radiotelegrafía.

## Poblamiento del estrecho

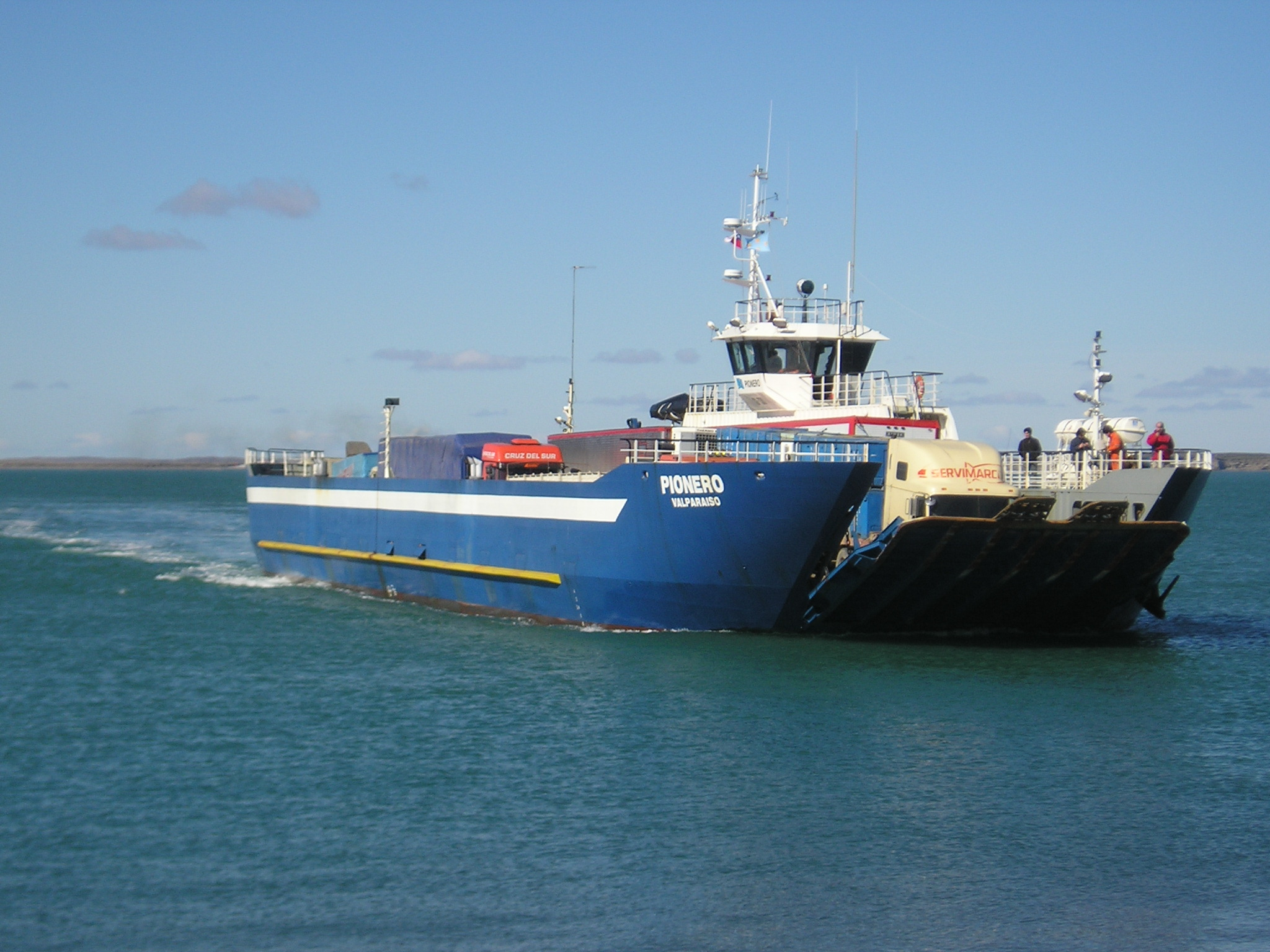
Servicio de transbordadores.

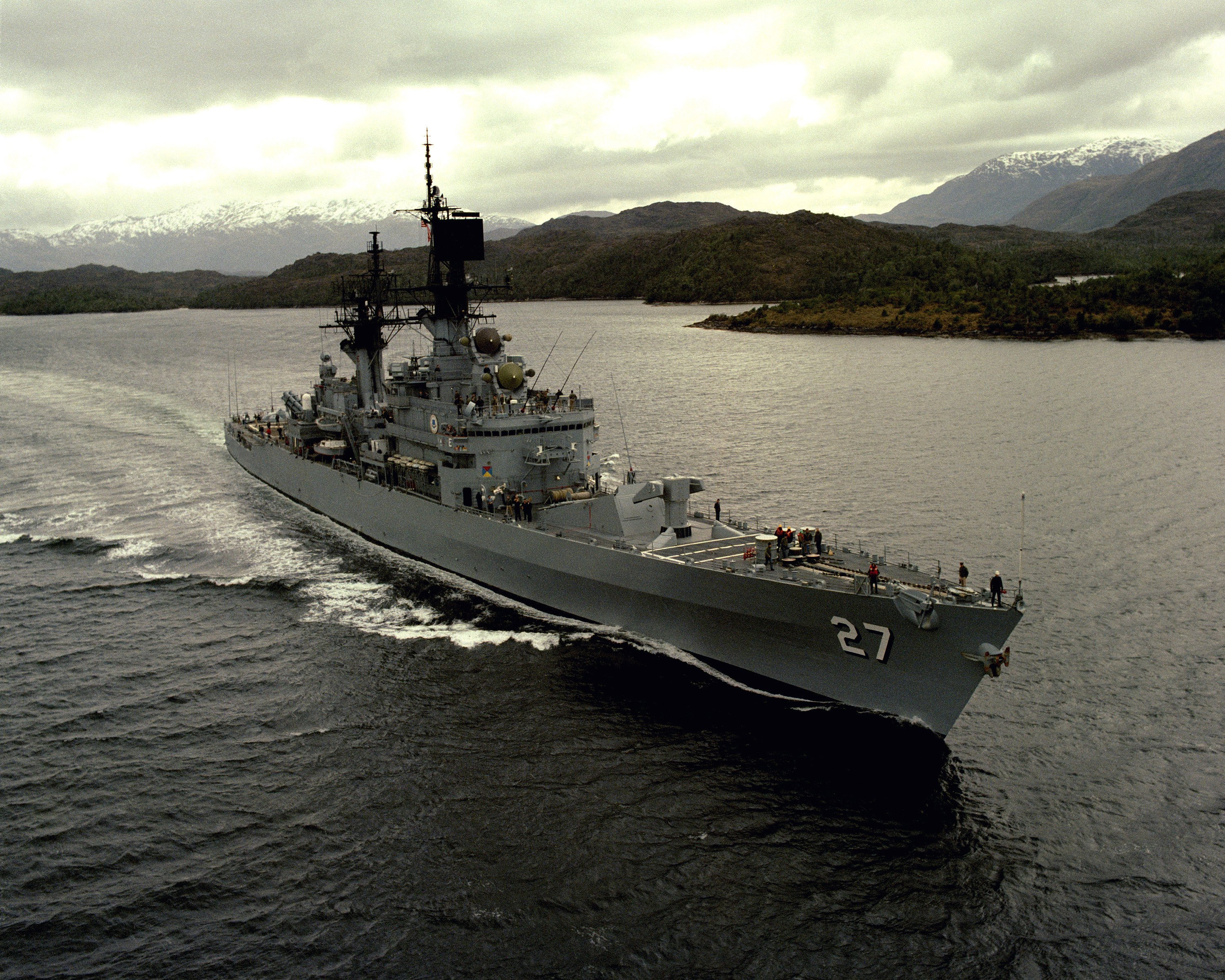
Navío de guerra USS Josephus Daniels en el estrecho de Magallanes.

Hace unos 12 000 años llegaron al estrecho los primeros seres humanos: los aborígenes aonikenk o tehuelches, llamados «patagones» por Magallanes, eran tribus nómadas pedestres, cazadores-recolectores. En una gruta cercana al estrecho, llamada Cueva Fell, se han encontrado restos arqueológicos de estos primeros pobladores, es el lugar más antiguo de poblamiento humano conocido del extremo sur americano.
La llegada de los tehuelches al Estrecho se produjo cuando la Tierra del Fuego estaba unida al continente por el puente formado en la Primera Angostura. Por allí pasaron seres que hace unos 8000 años dieron nacimiento a la etnia de los selknam u onas que poblaban la isla Grande de la Tierra del Fuego a la llegada del hombre blanco al estrecho; también eran cazadores pedestres, cazadores-recolectores. Tehuelches y selknams eran muy parecidos físicamente. Los aonikenk han sobrevivido al despojo y desplazamiento progresivo del que fueron víctimas; los escasos selknam sobrevivientes de la persecución a la que fueron sometidos a fines del siglo XX por los estancieros ovinos se concentraron al sur y sureste de la Tierra del Fuego, y hoy se agrupan en comunidades cerca de Ushuaia.
Otro grupo humano poblaba ambas orillas del estrecho desde su extremo occidental hasta las islas Isabel, Magadalena y Marta, eran los kawésqar (llamados por los extranjeros como "alacalufes"), nómadas recolectores, canoeros-marinos, que se estima se establecieron en el estrecho hace unos 7000 años. Esta etnia es totalmente diferente a las anteriormente nombradas tanto en su aspecto físico como en sus costumbres y lenguaje. Este pueblo recorría el estrecho y los canales patagónicos hasta el golfo de Penas. A comienzos del siglo XXI más de dos mil personas se reconocen como parte de esta etnia. La mayor parte de ellos está radicada en Puerto Edén, Puerto Natales y Punta Arenas.
Los yámana o yaganes fueron otra etnia que habita las orillas de la parte sur occidental del estrecho, desde el canal Magdalena hacia el este. También eran nómadas recolectores, canoeros-marinos. Muy parecidos físicamente a los kawésqar, aunque su lenguaje era diferente. Su paso por el estrecho era muy esporádico porque habitaban principalmente las isla al sur del canal Beagle y hasta el cabo de Hornos. En Villa Ukika, junto a la base naval chilena de Puerto Williams, se agrupa la mayoría de los descendientes yaganes.
Los primeros hombres blancos en establecerse en el estrecho, aunque involuntariamente, fueron los 192 náufragos de la carabela de Francisco de la Ribera que debido a un temporal fueron arrojados a la playa cerca de bahía Posesión el 29 de enero de 1540 y que con el correr de los años dieron nacimiento a la leyenda de la Ciudad de los Césares.
En 1584, Pedro Sarmiento de Gamboa fundó Nombre de Jesús cercano a la punta Dungeness y luego ciudad del Rey don Felipe en Bahía San Blas. Las dos localidades sumaban alrededor de 300 personas cuando Sarmiento los dejó para buscar refuerzos en mayo de 1584. De estos solo una persona sobrevivió, Tomé Hernández.
Con el correr de los siglos los navegantes escogieron frecuentemente la bahía de San Juan como lugar para hacer agua, descansar y como base de operaciones para sus trabajos de reconocimiento del estrecho. Hasta que finalmente el gobierno de Chile, luego de tomar posesión del Estrecho de Magallanes y territorios adyacentes el 21 de septiembre de 1843, fundó en punta Santa Ana, el 30 de octubre de 1843, el Fuerte Bulnes, siendo habitado por 11 personas, incluido el gobernador.
En 1848, el gobernador de Fuerte Bulnes, sargento mayor José de los Santos Mardones, construyó un nuevo fuerte en Punta de Arena trasladando el 18 de diciembre de 1848 oficialmente parte de la población del fuerte a la que posteriormente se convertiría en la ciudad de Punta Arenas.
Punta Arenas a partir de 1868 comenzó a progresar gracias a las facilidades dadas por el gobierno para el establecimiento de colonos libres en el territorio magallánico y a la eficiente gestión administrativa del capitán de corbeta Oscar Viel Toro, designado por el gobierno como Gobernador de Magallanes. Hasta comienzos de la década de 1870 la principal producción local eran los cueros, obtenidos del intercambio con los aonikenk o tehuelches del sur y de la cacería de animales marinos. En esta época se produjo el arribo masivo de colonos de Chiloé y, en menor medida, de europeos de distintas nacionalidades, mayoritariamente franceses, ingleses, alemanes, y españoles.
Ya en 1874 el pobre caserío comenzó a convertirse en un polo de desarrollo de la región cambiando positivamente su imagen. Surgieron la agricultura y la crianza de animales; se desarrolló la caza y el tráfico de pieles finas, comenzó la explotación de lavaderos de oro y de yacimientos de carbón de piedra lo que incrementó la navegación y la economía.
El gobernador Viel impulsó la creación en 1873 de una colonia agrícola en la costa de la bahía Agua Fresca. En ella participaron emigrantes europeos, principalmente suizos. La colonia al cabo de 10 años fracasó, pero sirvió para la introducción en la zona de vacunos.
El primer ensayo exitoso de la ganadería lanar lo efectuó el gobernador Oscar Viel, quien viajó a Malvinas a comprar ovejas y las vendió, aparentemente, al inglés Enrique Reynard que se instaló en la isla Isabel en 1877, seguido en 1878 por el francés Marius Andrieu en los campos de bahía San Gregorio y así se fueron instalando otros pioneros en ganados lanares en bahía Pecket, Punta Delgada, cabo Negro, Cabeza del Mar, bahía Oazy y otros sitios. De esta manera en 1885, todo el litoral central continental hasta el Atlántico estaba cubierto de estancias ovejeras. En 1885, estancieros alemanes se establecieron también en la isla Grande de la Tierra del Fuego, en la bahía Gente Grande, dando inicio a la persecución y deportación selknam.
Se inició la explotación forestal en los terrenos cedidos por el Estado de Chile a los misioneros salesianos en isla Dawson, donde recluyeron a la población deportada por los estancieros,  y en diversos puntos de la península de Brunswick hasta la bahía San Juan, las primeras se instalaron en Río de los Ciervos en 1875, en Punta Arenas en 1884 y en Río Seco en 1889.
Al comienzo se buscó oro en las arenas del río del Carbón hasta que en 1882 se descubrió la presencia de manifestaciones auríferas en los ríos de la Tierra del Fuego que nacen de la sierra del Boquerón.
En 1889 la congregación salesiana estableció Puerto Harris, isla Dawson, la gran misión San Rafael En ella se recibía, asociada al pago de una librea esterlina por persona, a los indígenas capturados por los estancieros de la Tierra del Fuego, selknam, yaganes y, en menor medida, kawésqar. Muy pocos sobrevivieron a la experiencia de aculturación forzada.

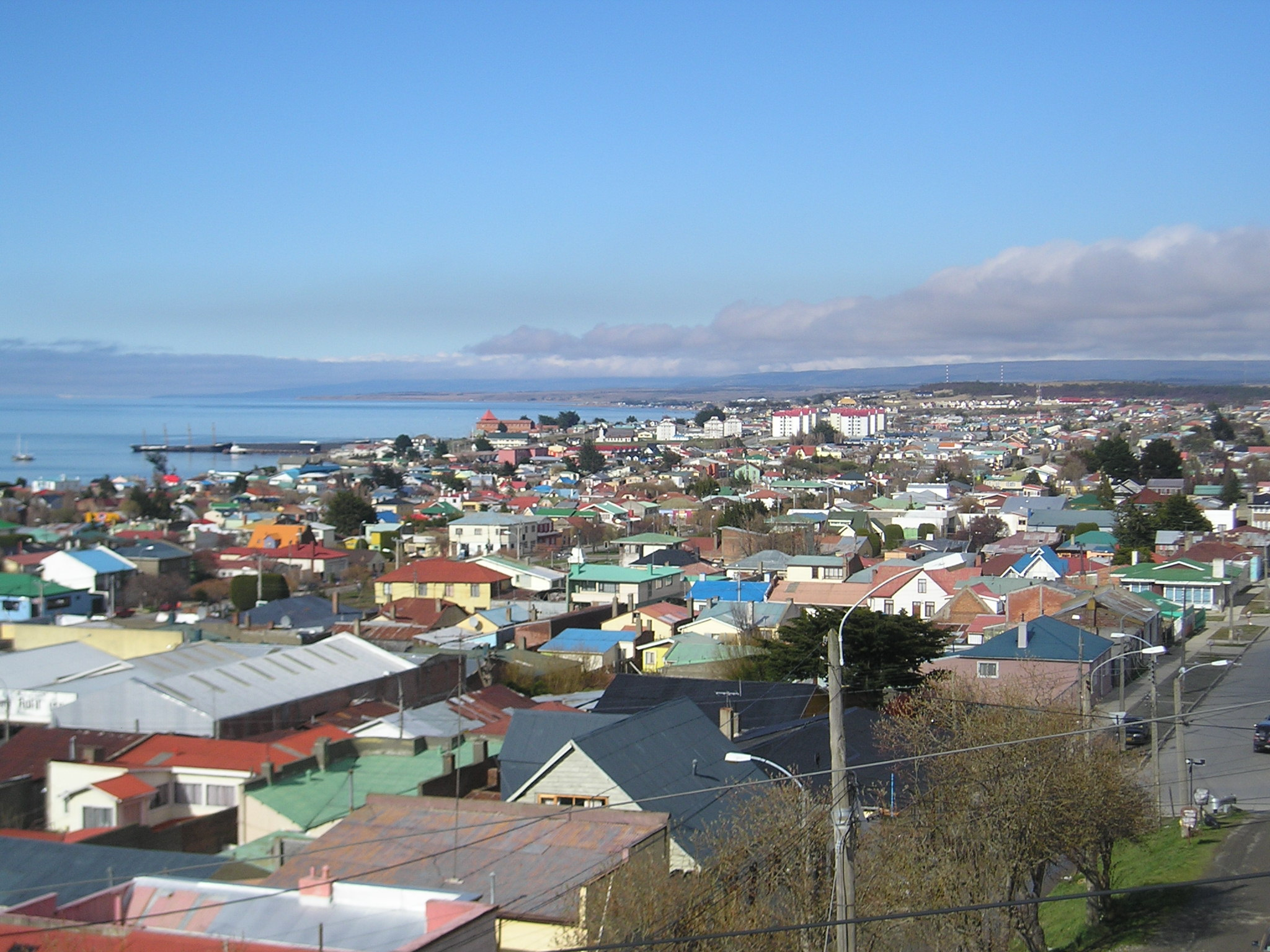
Vista de Punta Arenas.

Con el pasar de los años fueron apareciendo pueblos y caseríos cercanos al estrecho: Río de los Ciervos, Río Seco, Leñadura, Porvenir, bahía Carrera, puerto Zenteno y muchos otros, todos bajo el alero de Punta Arenas que crecía sin descanso pasando a constituirse en ciudad cuando llegó el siglo XX.
En 1905 y en 1907 surgieron los primeros frigoríficos, en Río Seco y San Gregorio respectivamente, propiedad de consorcios británicos.
En 1905, en bahía Águila se creó una factoría para procesar el sebo y otros subproductos que traían las naves dedicadas a la caza de ballenas.
En años posteriores a la Primera Guerra Mundial, alrededor de 1928, comenzaron a llegar emigrantes yugoslavos, colonia que a fines de ese siglo era una de la más numerosa de la región.
En 1945 se descubrió petróleo en punta Espora, en la Tierra del Fuego, acontecimiento que abrió una nueva época en el desarrollo de la región. La explotación de hidrocarburos por parte de la estatal Empresa Nacional del Petróleo (ENAP, 1950) trajo aparejado la creación de terminales petroleros y centros de extracción. Fue necesario establecer un servicio de transbordadores en la Primera Angostura.

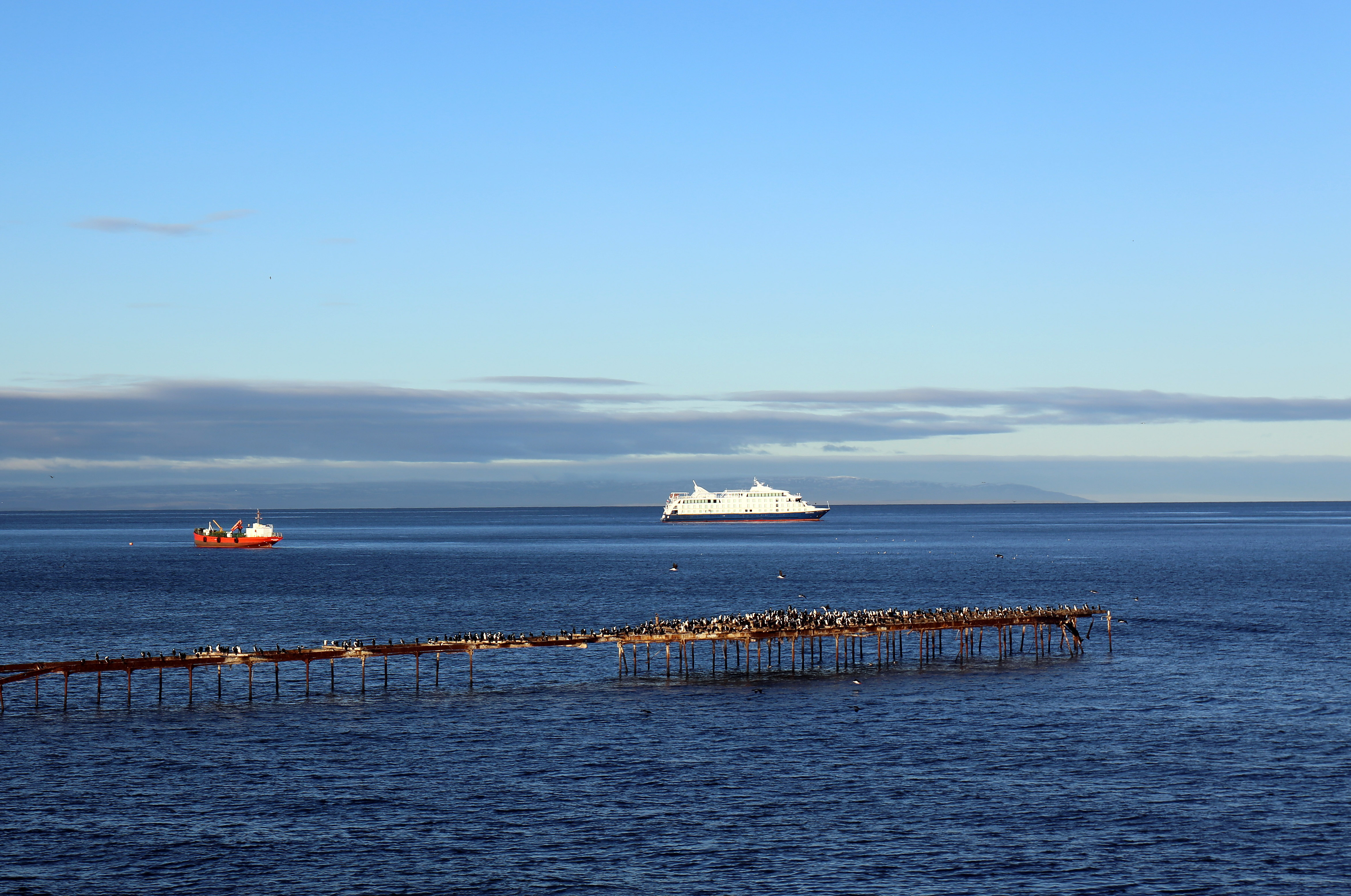
Vista del Estrecho de Magallanes desde Punta Arenas

En 1988 se estableció en cabo Negro un complejo petroquímico con una planta de metanol que en producción es una de las más grandes del mundo.
La parte occidental del estrecho hasta el comienzo del siglo XXI se encuentra deshabitada por sus malas condiciones para establecer poblados, pero está naciendo una poderosa industria turística que explotará la insuperable e increíble belleza de las tierras e islas que componen ese sector del estrecho y los canales patagónicos.
La ciudad de Punta Arenas tenía en 2005 un poco más de 130 000 habitantes.

## Disputa de la boca oriental del estrecho
El tratado de paz y amistad entre Argentina y Chile, firmado el 29 de noviembre de 1984 para solucionar el conflicto del Beagle, puso también término a la disputa entre ambos países por el desacuerdo de la ubicación de la boca oriental del estrecho de Magallanes.
El almirante argentino Segundo Storni postuló que la Argentina debía participar en la regulación de la navegación en el estrecho de Magallanes porque sería corribereña del mismo al ser propietaria de la boca oriental del estrecho, en la cuña formada entre punta Dungeness, el cabo Vírgenes y el cabo del Espíritu Santo. Esta postura fue posteriormente aceptada como oficial por el Ministerio de Relaciones Exteriores de Argentina.
Sin embargo, el punto de vista anterior fue modificado por el artículo 10.º del tratado de 1984, que limita las soberanías de Chile y Argentina en el estrecho de Magallanes al occidente y al oriente de la línea recta punta Dungeness-cabo del Espíritu Santo, respectivamente. Por este tratado, la Argentina también reconoció que los canales Abra, Bárbara, Magdalena y Cockburn eran aguas interiores chilenas y no forman un delta del estrecho de Magallanes en su extremo oeste. Ambos países también reconocieron la línea recta punta Dungeness-cabo del Espíritu Santo como el término oriental del estrecho de Magallanes; lo que se encuentra al oriente no forma parte del estrecho en sí, sino de aguas del océano Atlántico en jurisdicción argentina, de las cuales este país tiene pleno derecho a explotación.

### Decreto argentino 256/10
El decreto argentino 256/10 pretende obligar a solicitar permiso para ingresar al estrecho de Magallanes a las naves provenientes o con destino a las Malvinas.

### Decreto argentino 457 / 2021
En 2021, el Decreto 457 / 2021 promulgado por el gobierno argentino de Alberto Fernández declaró el estrecho como «espacio compartido por Argentina y Chile». Tras la protesta del gobierno chileno en 2021, en 2025 un periódico argentino aseguró que el gobierno argentino de Javier Milei reconocía el error y que lo derogaría al publicar una nueva "Directiva de Política de Defensa Nacional", lo cual anularía el decreto. Hasta 2025, el decreto permanece vigente sin cambios.